# Анатра, Артур Антонович
Арту́р Анто́нович Ана́тра (Артур-Виктор Антонович Анатра, 29 декабря 1878 [11 января 1879], Одесса, Российская империя — 1 января 1942, Ла-Гаренн-Коломб, Франция) — предприниматель, промышленник, банкир, купец первой гильдии, надворный советник, потомственный почётный гражданин, почётный мировой судья, гласный городской думы, общественный деятель, миллионер.
Один из родоначальников российской авиации — основатель и владелец крупнейшего на Юге России авиастроительного завода, третьего в Российской Империи по объёму производства. С 1912 года входил в состав «Отдела воздушного флота» при «Особом комитете по усилению военного флота России».
Инициатор создания Одесской авиашколы, содержавшейся на его средства, и считавшейся одной из лучших в стране.
Коренной одессит. Государственным приказом Княжества Монако от 4 февраля 1916 года был назначен консулом Монако в Одессе.

## Происхождение

### Анатра
Родился в семье Антонио Анжеловича Анатры, принадлежащего к известному на Юге России купеческому роду итальянцев-переселенцев, чья деятельность во многом способствовала развитию Одессы и оставила яркий след в её истории. Его дед — Анжело Иосифович Анатра, родился в 1807 году в Палермо  (родителями были Джузеппе — сицилийский капитан, привозивший и продававший в Одессе итальянские товары, — и Кармелла Мо́ска). Анжело, молодой предприимчивый моряк, поселился в Одессе со своей женой Терезой Лада́нца (Teresa Ladanza) в период между 1825 и 1830 годом. Поначалу он строил лодки и перевозил грузы больших торговых кораблей, стоявших на рейде, в порт («лодочники»). Начиная с 1830 года, после объединения с портовым боцманом Луиджи Мокко, его коммерческие дела пошли в гору. Со временем он стал купцом, домовладельцем, организовал компанию портовых стивидоров («дрягилей») и судовое агентство, занимался общественной деятельностью и благотворительностью.

«Из простого перевозчика и грузоотправителя за чужой счёт, Анжело стал крупным купцом-негоциантом. Он покупал в Италии фрукты, вино и др. ходкие в Одессе товары… продавал их здесь, а на вырученные деньги покупал пшеницу и вёз её… за границу»— Александр де-Рибас. Страничка старой Одессы. Анжело Анатра. – Одесский
листок, 1910, № 10

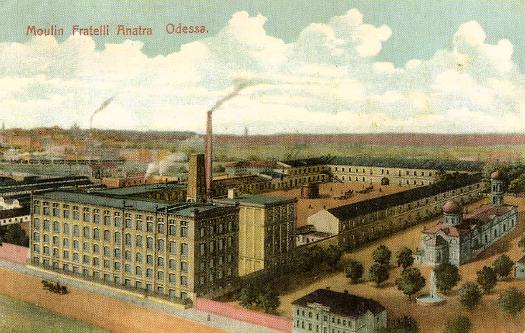
Паровая автоматическая вальцовая мельница фирмы «Братья Анатра»(не сохранилась) на улице Московской (Черноморского казачества), 10/12, рядом с церковью Казанской иконы Божьей Матери. В 1930-х годах — «1-я государственная мельница».

Анжело Анатра умер в Мессине в 1860 году. На старом кладбище города, недалеко от порта Мессины, сохранился мраморный памятник родоначальнику одесских предпринимателей рода Анатра, созданный итальянским скульптором Рокко Ларусса в 1873 году.
На постаменте надпись:

Всегда готовый пожертвовать собой, он превратил жизнь в стремительный поток; он бесстрашно пускался в бурные волны, чтоб спасти плачущих утопающих; всегда был готов любой ценой помочь нуждающимся, спасая их, как братьев, от погибели. Он был вместилищем любви и покоя, прибежищем вежливости и дружбы, храмом благодеяния, двери которого всегда были открытыми для всех.— 
Осенью 1880 года в Неаполе умерла Тереза Анатра. Её тело было доставлено в Одессу и похоронено в родовом склепе семейства Анатра.
Их сыновья — Антонио, Анжело, Иосиф (Джузеппе) и Варфоломей (Бартоломео) — продолжили дело, начатое отцом. В 1869 году была учреждена торгово-промышленная фирма «Братья Анатра», включающая экспортный дом, одну из крупнейших в Одессе мукомольных мельниц (с 1877 года) и пароходство, ставшее одним из крупнейших частных черноморских пароходств. Фирма специализировалась на транспортировке хлебных грузов, осуществляя перевозки от Александровска на Днепре и Вознесенска на Буге до Одессы (успешно конкурируя в этом с судами РОПиТа), а также на производстве и экспорте зернопродуктов и импорте английского угля.

### Котронео
Семья Марии Котронео — матери Артура Анатры — переселилась в Одессу с Сицилии в 1856 году. На протяжении XVII—XVIII веков представители рода Котронео занимались экспортом цитрусовых с Сицилии. Среди них были капитаны, которые на своих судах осуществляли перевозки фруктов между портами Средиземноморья. Её отец (Козимо Котронео, 1818—1894) и её старший брат (Джованни, 1848—1917), не изменяя традициям рода, занимались импортом сицилийских фруктов (фирма «Козимо Котронео и сын»). Кроме коммерческой деятельности Джованни (Иван Козимович) увлекался музыкой. Сохранился экземпляр нот, написанного дядей Артура Анатры марша «Переход через Дунай», с посвящением «Доблестному Русскому Войску». Произведение было написано в ознаменование перехода русских войск через Дунай 10 мая 1877 года. Издано в Одессе в 1877 году.
В 1888 году И. К. Котронео был удостоен рыцарского звания Ордена Изабеллы Католической. 5 мая 1890 года стал почётным испанским консулом в Одессе. В 1895 году получил звание командора Ордена Изабеллы Католической. В 1899 — удостоен звания командора I класса Ордена Изабеллы Католической и командора португальского военного Ордена Непорочного зачатия Девы Марии Вила-Висозской.
Получив назначение вице-консулом Испании в Рапалло 24 декабря 1912 года, эмигрировал в Италию вместе с семьёй. В Одессе остался его сын — Иван Иванович Котронео (Джованни ди Дио Котронео), — выпускавший одесскую бесплатную, еженедельную, литературную, политическую и общественную газету «Новости недели» под редакцией И. Г. Никифорова.

Антонио Анатра вступил в брак с Марией Котронео в 1872 году. В Одесском государственном архиве хранится свидетельство «О Почётном гражданстве», говорящее о высоком статусе их семьи:

... одесский 1-й гильдии купец Антоний Анжелов Анатра представленными актами доказал право на потомственное почётное гражданство. Возводя оного одесского купца  1-й гильдии Ан. Анатра с его женою Мариею Кузьминичною, детьми: сыновьями: Артуром-Виктором, Генрихом-Анжело и дочерьми Валентиною-Кармелиею и Юлиею-Мариею Антониевыми в сословие почётных граждан, всемилостивейше повелеваем пользоваться, как ему, так и его потомству всеми правами и преимуществами, Манифестом сему сословию дарованными. Александр III, 8 августа 1891 года.

## Образование. Коммерческая и общественная деятельность

Гимназическое фото Артура Анатры.

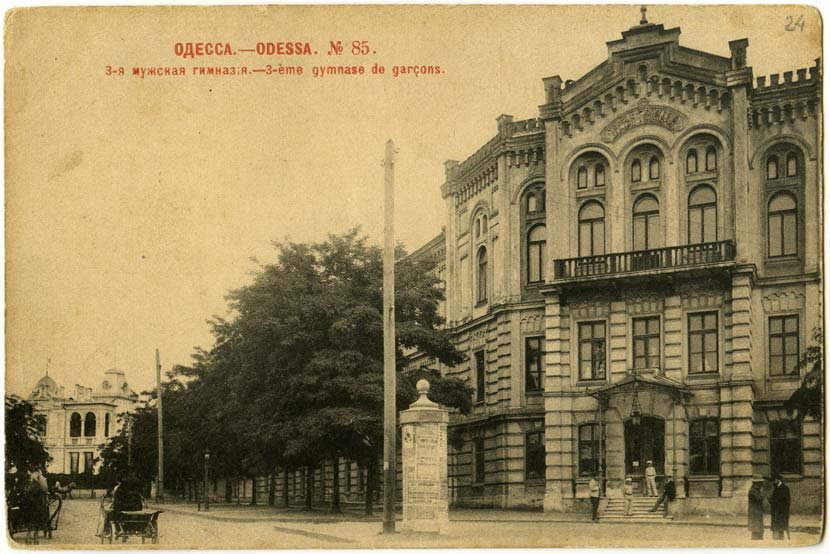
Одесса, ул. Успенская, 1. Мужская гимназия № 3.

Гимназическое образование получал во 2-й прогимназии и мужской гимназии № 3 Одессы. Принимал участие в работе ученического оркестра 3-й гимназии.
В августе 1899 года поступил на естественное отделение физико-математического факультета Императорского Новороссийского университета, которое окончил в 1903 году со степенью кандидата естественных наук. В архиве университета сохранился документ, подписанный его ректором:

Имею честь просить физико-математический факультет о препровождении ко мне личных документов и диплома об окончании курса Артура Анатра, избранного факультетом на должность сверхштатного лаборанта по кафедре технической химии — без содержания.
В последующие годы, не порывая связи с alma mater, был активным членом Общества содействия академической жизни Новороссийского университета.
Занимался благотворительностью и поддерживал многие новации, характеризовавшие жизнь Одессы начала XX столетия. 
В 1904 году при его финансовом содействии (на деньги, выделенные молодым предпринимателем, одесский мещанин Исидор Михайлович Розенблит закупил во Франции киноаппаратуру и фильмы) в Одессе на улице Га́ванной, 13 был открыт первый в городе стационарный иллюзион.
С 1904 по 1907 год был казначеем основанного в 1889 году Новороссийского общества поощрения коннозавдства.
В 1907 году принял участие в одной из первых на территории Российской империи автомобильных гонок, организованных также при его финансовой поддержке. Автогонка проходила по маршруту Одесса — Николаев при участии 28 автомобилей (первый результат — 124 версты за 1 час 56 мин. 16 сек.). 
Был одним из учредителей Одесского акционерного общества автомобильного сообщения, созданного 8 (21) июля 1909 года с целью осуществления грузопассажирских перевозок в городах и между населёнными пунктами Херсонской, Бессарабской и Таврической губерний. Об интересе А. Анатры к нарождающемуся автомобилизму свидетельствует и тот факт, что согласно справочнику «Одесса в кармане» (путеводитель по Одессе и её окрестностям) за 1913 год, летняя резиденция Одесского автомобильного общества располагалась при отделении завода «Анатра» на улице Белинского, 17.
Был председателем Новороссийского общества почтово-голубиного спорта и членом комитета кружка «Спорт». Кружок способствовал развитию занятий гимнастикой, проводил туристические поездки, организовывал спортивные встречи по теннису и футболу. 

Артур Анатра.

Занимал пост Вице-президента Новороссийского общества поощрения рысистого коннозаводства, который принял в период, когда общество находилось в затяжном кризисе. Ценой своих усилий и вложения собственных средств ему удалось предотвратить развал общества, проявив себя «настоящим меценатом спорта». По воспоминаниям Я. И. Бутовича: «В Новороссийском беговом обществе царили вечные дрязги, скандалы и ссоры... В конце концов общество объединилось вокруг богатого одессита г-на Анатра, который и был избран вице-президентом, кое-как установил более или менее нормальную жизнь в обществе и вернул к нему доверие одесситов.» . 
3 (16) ноября 1910 года был избран действительным членом Императорского Всероссийского аэроклуба. Входил в организационный комитет Первого Воздухоплавательного всероссийского съезда.
В разные годы был: товарищем директора Сибирского торгового банка в Одессе, затем управляющим этого банка; членом правления и директором Одесского учётного банка. Был в числе учредителей Одесского общества взаимной охраны торгово-промышленного кредита, которое было основано 22 сентября 1911 года. Был членом совета и депутатом 2-го Одесского общества взаимного кредита. 
Как гласный городской думы, представлял интересы граждан в 6-м городском по налогу с недвижимого имущества присутствии и в Одесском городском по воинской повинности присутствии. Возглавлял Бульварный участковый комитет одесского градоначальства по сбору на военный воздушный флот.
Был почётным членом Одесского городового попечительства детских приютови Губернского Попечительства детских приютов Волынской губернии. Возглавлял одесское отделение Красного Креста.
В 1916 году в Одессе была издана книга Ивана Киприановича Павловича «Краткое руководство к обучению санитарных собак». Книга была издана на пожертвования председателя Одесского общества применения собак к санитарной службе А. А. Анатры.

### Аэроклуб

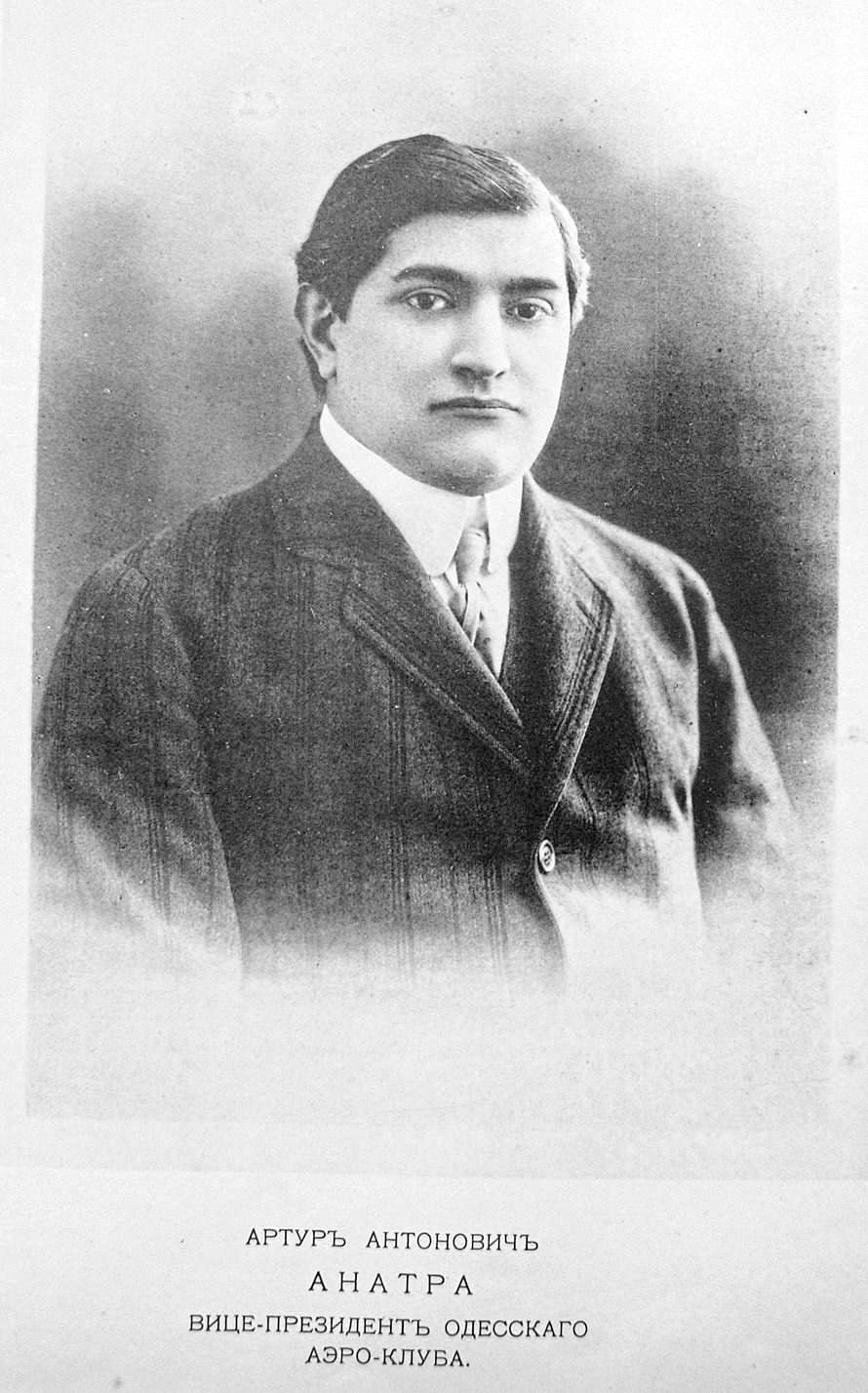

11 (24) марта 1908 года в присутствии 25 действительных членов и троих приглашённыхсостоялось первое собрание научно-спортивного общества «Одесский аэроклуб» (ОАК). Устав общества, зарегистрированный у нотариуса, был принят за три дня до этого. Членами аэроклуба могли быть лица обоего пола, всех национальностей и сословий. Офицеры действительной военной службы и «русские профессора» от вступительного взноса освобождались. Вице-президентом комитета клуба был избран А. Анатра. В 1910 году он стал президентом клуба, сменив на этом посту Командующего войсками Одесского Военного округа генерал-адъютанта А. В. Каульбарса.
Сначала приоритетом деятельности аэроклуба была популяризация аэронавтики. Первый полёт на воздушном шаре ОАК, купленном во Франции, состоялся 29 (12 июля) июня 1908 года и продолжался 20 минут. 13 (26) июля в полёт с пилотом Алексеем Ван-дер-Шкруфом отправились члены семьи Артура Анатры. К началу 1909 года А. Анатра совершил три таких полёта, один из них состоялся 3 (16) августа 1908 года, — пробыв около двух часов в свободном полёте, воздушный шар с четырьмя пассажирами приземлился в с. Ильинка в 28 километрах от Одессы. Полёты на «аппаратах легче воздуха» продолжались в ОАК до начала Первой мировой войны. Всего за эти годы в одесском аэроклубе было около десяти воздушных шаров. Но в дальнейшем главным направлением развития клуба стала активно завоёвывающая позиции авиация.
5 (18) января 1909 года во Франции был подписан контракт с братьями Вуазен о покупке первого аэроплана для Одесского аэроклуба. Пресса дала этому событию такую оценку:

Сделано большое серьёзное дело, которое должно сыграть крупную роль не только в жизни Одесского аэроклуба, но и в жизни всей страны… Покупка этой первой и пока единственной в России машины вводит нас в новую область воздухоплавания.
Аэроплан Voisin стоимостью 20 000 франков был куплен на паях. Четырнадцать пайщиков собрали 9 900 рублей. Самым крупным вкладом в эту сумму был пай А. Анатры. По его инициативе на одесском ипподроме прошёл один беговой день в пользу сбора средств для приобретения аэроплана, — выручка составила 1 000 рублей, к этим деньгам он добавил 2 500 рублей из собственных средств. Первый аэроплан Российской империи прибыл в Одессу летом 1909 года на пароходе «Варезе», был в разобранном состоянии и частично собирался в гараже на даче секретаря ОАК К. Л. Маковецкого. В печати подробно освещались попытки членов ОАК освоить его эксплуатацию. На 13 странице журнала ОАК «Спорт и наука» № 14 за 1909 год была помещена заметка «Полёт А. А. Ван-дер-Шкруфа на аэроплане», где говорилось следующее:
… После полудня, пользуясь прекрасной погодой, молодой авиатор сделал короткий разбег, плавно поднялся на воздух, и преследуемый одним офицером морского батальона на скакуне, пролетел 150 саженей и плавно опустился наземь. …
 Этот короткий полёт в режиме подлёта, совершённый 20 июля (2 августа) 1909 года, был первым в Российской империи зафиксированным полётом на аппарате тяжелее воздуха. Развить этот успех не удалось. Каждая попытка членов аэроклуба поднять «воздухоплавательный аппарат» заканчивалась его падением и поломкой. Окончательно разбитый, он вошёл в историю так и не поднявшись в одесское небо, но его многочисленные ремонты дали техникам аэроклуба первый опыт авиастроения.
В 1909 году личным шофёром А. А. Анатры был увлечённый авиацией итальянский механик Бартоломео Каттанео, ставший впоследствии одним из первых дипломированных лётчиков Италии. Купив для ОАК два аэроплана «Блерио», А. Анатра оплатил поездку Каттанео во Францию, с тем чтобы он прошёл курс обучения в лётной школе Блерио, доставил в Одессу заказанные аэропланы и поделился полученными в школе лётными навыками с членами аэроклуба.

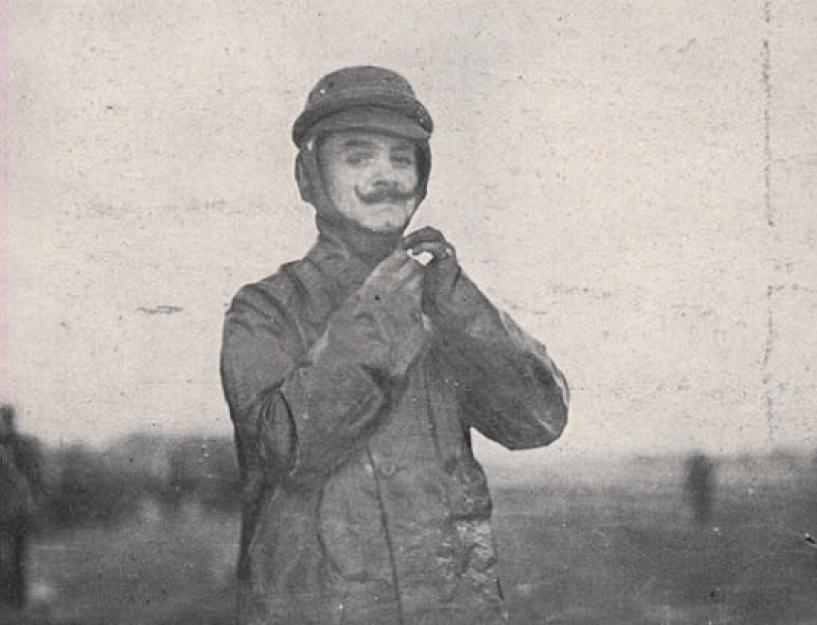
Bartolomeo Cattaneo en Chile (1910).JPG

Посетившая Одессу в мае 1910 года бельгийская лётчица Элен Дютрие отметила, что именно из Одессы Каттанео отправился во Францию учиться лётному делу.
Ежедневная харьковская газета «Южный край» от 31 октября 1910 года писала: 

…В то время в Одессе была мода на создание авиаторов: банкир И. С. Ксидиас сделал авиатора из мелкого железнодорожного канторщика Ефимова, хлеботорговец А. А. Анатра сделал авиатора из своего шоффера Катанео…— 
8 (21) марта 1910 года на беговом поле Одесского ипподрома состоялись организованные ОАК первые в Российской империи показательные полёты российского пилота. Первый дипломированный лётчик России М. Н. Ефимов, вернувшийся в Одессу после окончания авиашколы в Мурмелоне-ле-Гран, при большом скоплении народа (около 100 тыс.) поднимался в небо пять раз. Третий полёт был совершён с первым авиапассажиром — А. Анатрой, который сразу после приземления сказал репортёрам:

Я привык к воздушным шарам, но на аэроплане испытал совершенно новое чувство — гордость за человека, одержавшего победу над воздушной стихией. Трудно передать, какой восторг охватил меня, когда мы оторвались от земли и плавно понеслись туда, куда хотел авиатор.
За время полёта, длившегося всего четыре минуты, Артур Анатра принял решение непременно приобрести аэроплан для личного пользования. Через два месяца он владел монопланом «Блерио» и бипланом «Райт».

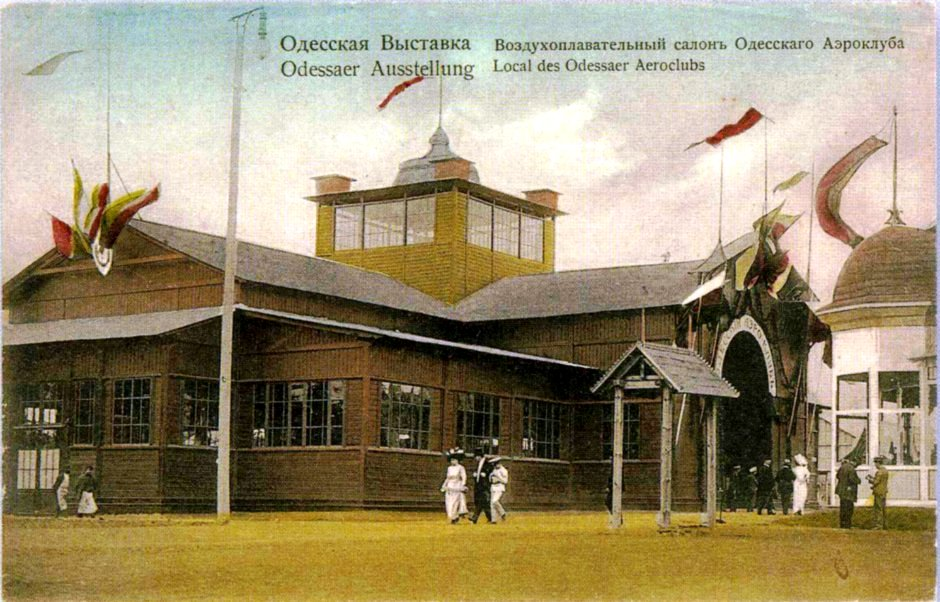
Салон воздухоплавания Одесской выставки 1910 г.

На открывшейся в мае 1910 года Одесской фабрично-заводской, ремесленной, художественной и сельскохозяйственной выставке одним из самых интересных отделов был отдел воздухоплавания, организованный ОАК. Председателем экспертной комиссии по воздухоплавательному отделу был А. А. Анатра. Во время работы выставки, под его председательством прошёл подготовленный Одесским аэроклубом Первый Южный съезд деятелей по воздухоплаванию — первый в Российской империи съезд, посвящённый вопросам воздухоплавания, который торжественно был открыт 17 октября. В его работе (17—21 октября) приняли участие 15 клубов и обществ воздухоплавания. Помимо всего прочего, съезд принял решение о регулярном проведении всероссийских воздухоплавательных съездов и выбрал подготовительный комитет для проведения Первого Воздухоплавательного всероссийского съезда. Под редакцией председателя Организационного бюро съезда А. Анатры издавался печатный орган Организационного бюро и Президиума съезда (с № 3) — «Вестник 1-го Южного съезда деятелей по воздухоплавательному делу».

На фоне «Ньюпора» стоят (слева направо): заведующий воздухоплавательным парком ОАК Х. Ф. Стаматьев, механик С. Дорогой, шт.-кап. Д. Г. Андреади (во время его перелёта Севастополь — Петербург), одесский градоначальник И. В. Сосновский, А. А. Анатра, секретарь ОАК К. Л. Маковецкий, шт.-кап. Г. М. Греков. Стрельбищное поле Одессы, июнь 1912 г.

При аэроклубе были созданы мастерские, в которых «нижние чины» Одесского морского батальона занимались ремонтом и сборкой воздухоплавательной техники. За 1910 год на ремонт и постройку аэропланов было потрачено 1640 рублей. К началу 1911 года капитал ОАК составил 4499 руб. 41 коп.
Клуб субсидировал издание всероссийского журнала «Спортивная жизнь».
8 (21) ноября 1911 года А. А. Анатра был избран почётным членом ОАК. Среди почётных членов ОАК были Н. Е. Жуковский и один из инициаторов создания клуба А. В. Каульбарс. В статье, посвящённой работе Одесского аэроклуба было сказано о заслугах его президента:

Человек редкой доброты, спортсмен и филантроп, он известен всей Одессе, так как почти ни одно общественное учреждение не остаётся без его поддержки. В общем, одесский аэроклуб стоит ему не менее 30 000 руб., не говоря о случаях помощи авиаторам, имевшим несчастье потерять свои аппараты.— 
В начале июня 1914 года по инициативе А. Анатры был создан фонд помощи семьям погибших авиаторов.
Овладел ли Артур Антонович искусством пилотирования? По этому вопросу достоверной информации пока нет. В поэме Юрия Олеши «Новейшее путешествие Евгения Онегина по Одессе», напечатанной в одесском журнале «Бомба» № 12 за 1917 год, есть строчки:
...Ах, что об Анатра́ сказать?

Умеет кой-куда летать, 

Пилот, любимец Каульбарса...

### Авиашкола

Рекламный плакат Одесской авиашколы, выполненный в стиле модерн. Хромолитография, 71 х 53,5 см, 1912 г.

Аэроплан «Блерио XI», подаренный А. Анатрой.

15 июля (28) 1910 года по предложению А. Анатры, поддержанному командующим военного округа генерал-адъютантом Н. П. Зарубаевым («может родиться учреждение, пользу которого даже учесть трудно»), при Одесском аэроклубе был открыт военно-авиационный класс с бесплатной формой обучения, куда принимались офицеры Одесского военного округа, находящиеся на действительной службе. Для его устройства А. А. Анатра предоставил ипподром бегового общества, — недалеко от бегового круга и трибун был установлен деревянно-тканевый ангар «Бессоно» (Bessonneau), — и подарил аэроплан «Блерио». Начальником военно-авиационного класса был назначен заведующий воздухоплавательным парком Аэроклуба, помощник командующего Одесским морским батальоном подполковник Х. Ф. Стаматьев. Все расходы по содержанию авиакласса оплачивались А. Анатрой. По его приглашению летом 1910 года в Одессу приехал П. А. Кузнецов — один из первых авиаторов России, который стал первым пилотом-инструктором авиакласса Одесского аэроклуба. После отъезда П. Кузнецова обязанности инструктора выполнял Николай Дмитриевич Костин. 
В 1911 году авиационный класс был преобразован в авиашколу, при которой было открыто второе отделение с платной формой обучения для гражданских лиц. В школу принимались «лица обоего пола, всех национальностей и сословий». Для женщин было необходимо согласие мужа или родителей. Стоимость курса обучения (до получения грамоты пилота, но не дольше года) — 600 рублей. Пилотом- инструктором школы стал В. Н. Хиони, который при финансовой поддержке Артура Анатры окончил во Франции авиашколу «Антуанетт».
В официальном Отчёте о деятельности Одесского аэроклуба за 1911 год, подписанном Артуром Анатрой, было сказано:

Прекрасно сознавая всю огромную важность задачи обучения офицеров летать, Одесский аэроклуб постарался поставить свою школу возможно шире и возможно лучше снабдить её всем необходимым.
Парижское периодическое издание L`Aero (номер от 5 ноября 1911 года) в короткой заметке об авиации в России писало: «Президент Одесского аэроклуба господин Анатра подарил Одесской авиационной школе три самолёта Antoinette».

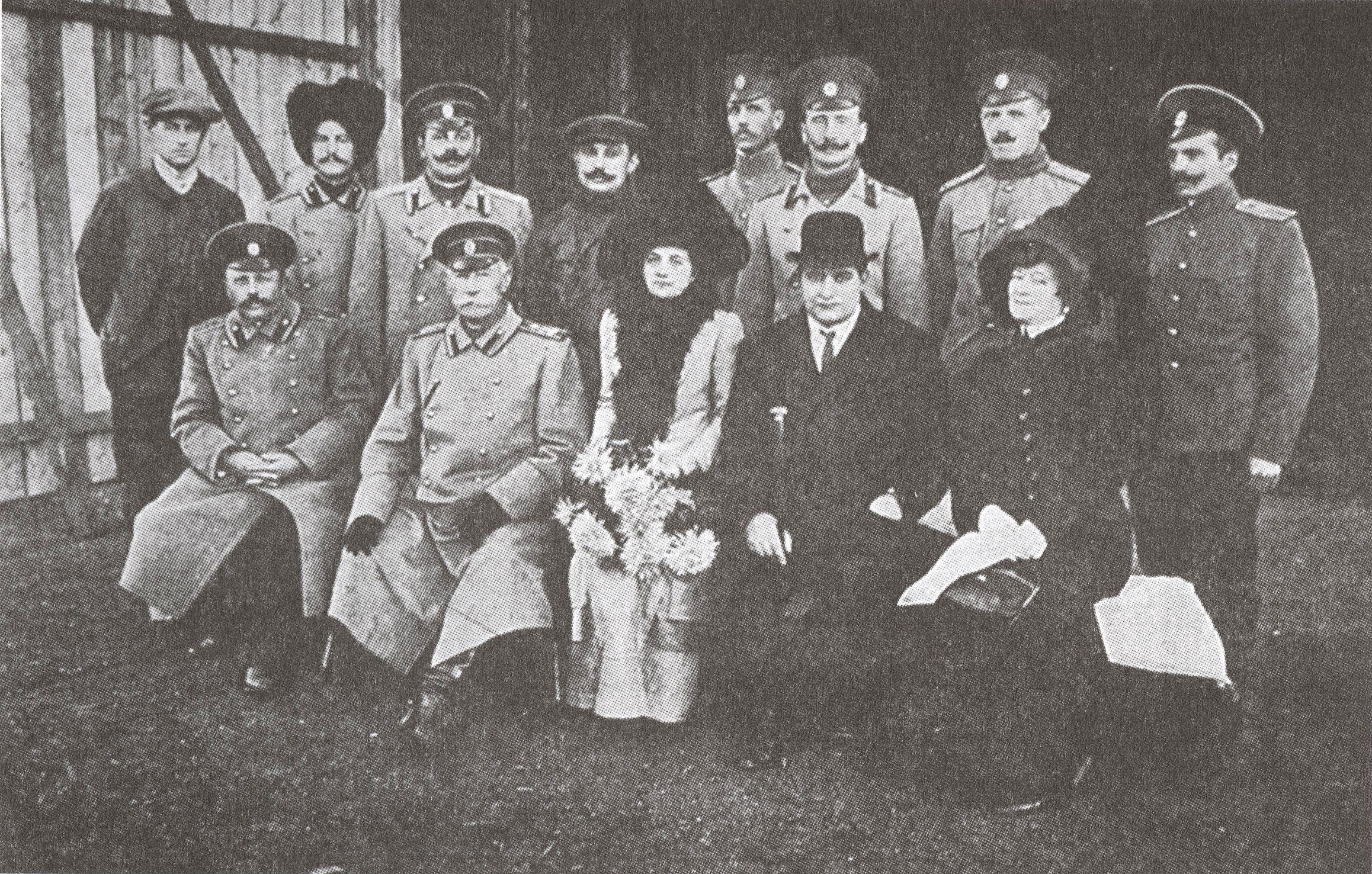
А. Анатра (сидит второй справа), генерал-адъютант Н. П. Зарубаев (сидит второй слева), Х. Ф. Стаматьев (сидит крайний слева) и один из первых выпускников сотник В. М. Ткачёв (стоит второй слева) среди пилотов, руководства и гостей Одесской авиационной школы, 1911.

К концу 1911 года, после пяти месяцев подготовки, первые девять пилотов сдали экзамены по требованиям Международной авиационной федерации (ФАИ) и получили грамоты пилотов ИВАК (Императорского Всероссийского аэроклуба), имеющие международную силу.
Одним из первых выпускников был Вячеслав Ткачёв.

Вчера на аэродроме одесского аэро-клуба состоялся второй авиационный пикник. В присутствии начальствующих лиц, президента а-к. А. А. Анатра и членов совершен ряд полетов инструктора школы В. Н. Хиони и офицеров-учеников. Экзаменовавшиеся сот. Ткачёв и шт.-кап. Шимкевич блестяще исполнили все эволюции в воздухе, требуемые для получения грамоты пилота, и были поздравлены президентом с получением «бревэ».— 
Особым постановлением Комитета, заведующего делами школы, её выпускникам могли дать разрешение на бесплатное или платное пользование авиапарком школы.
В своих воспоминаниях В. М. Ткачёв писал: «С получением пилотского бреве моё обучение формально закончилось, и школе оставалось лишь реализовать 500 рублей, предусмотренные законом за моё учение. Однако нам, офицерам, была предоставлена возможность продолжать тренировку на аэропланах и совершенствоваться в полётах и дальше. За это я до сих пор ношу в своем сердце горячую благодарность А. Анатре и администрации школы.»

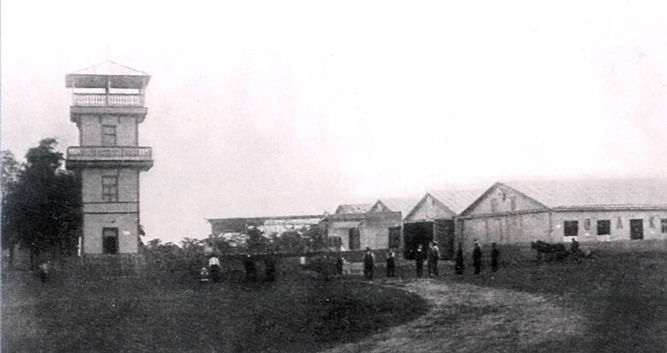
Первые постройки будущего авиакомплекса, 1912 г. На стене ближайшего ангара видны буквы ОАК (Одесский аэроклуб). Слева — пятнадцатиметровая смотровая башня. Внутри башни была оборудована метеорологическая станция.

21 января 1912 года мещанин Я. Ю. Зворин за 2 465 рублей 28 копеек продал Артуру Анатре земельный участок в районе четвёртой станции Черноморской дороги. На пустующем участке между краем Стрельбищного поля (с 60-х годов ХХ ст. часть территории одесского Юго-Западного жилого массива «Черёмушки»), степными дачами («хуторами») и большим хутором Новикова, началось возведение новых построек. Строительство четырёх больших ангаров, капитальных строений (с помещениями для учеников школы, членов аэроклуба, механиков и сторожей) и пятнадцатиметровой смотровой башни, с которой велись наблюдения за испытательными и учебными полётами, заняло три месяца и обошлось в 25 тысяч рублей. В строительстве был использован павильон «Салона воздухоплавания» Одесской фабрично-заводской, ремесленной, художественной и сельскохозяйственной выставки, разобранный после её закрытия (осень 1911 года). 20 мая состоялось торжественное открытие и освящение обновлённой Одесской авиашколы.
18 (1 июня) мая 1912 года «за заслуги на поприще отечественного воздухоплавания» Артур Антонович Анатра был награждён орденом Святого Владимира 4-й степени.

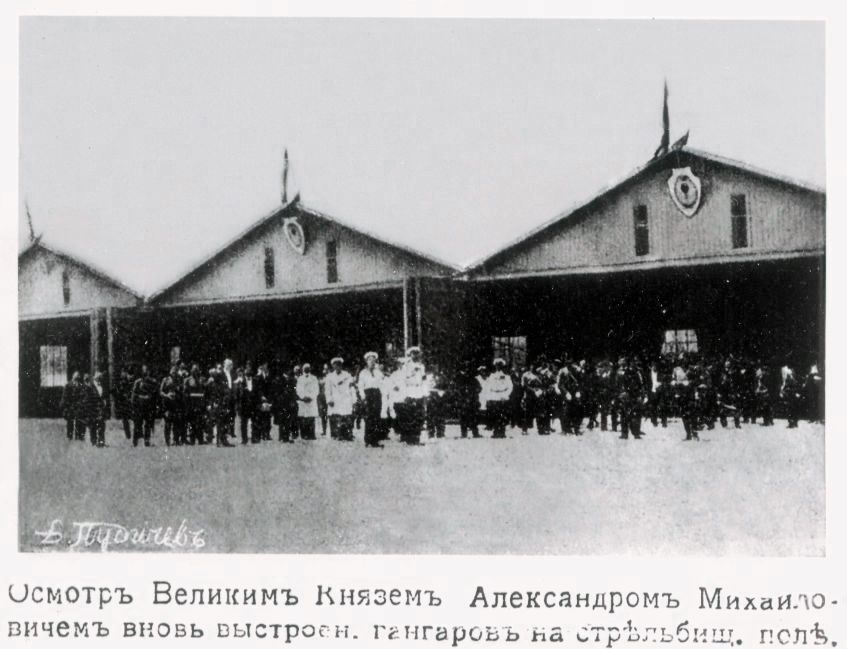
Осмотр Великим князем Александром Михайловичем вновь выстроенных ангаров у Стрельбищного поля.

К началу 1916 года образцово содержавшаяся на средства А. Анатры школа, получившая имя Великого князя Александра Михайловича, насчитывала более ста курсантов с соответствующим числом преподавательского состава. Шло строительство новых корпусов, рассчитанных на 200 учащихся, перед школой был разбит сад, при школе функционировала церковь. В программе обучения авиашколы, направленной в УВВФ 1 декабря 1916 года, значились следующие элементы пилотажа: скольжение, крутой вираж, перевёртывание, штопор, мёртвая петля, бой в воздухе. Начиная с 1914 года, ввиду военного времени, гражданские авиашколы военизировались. Одесская авиационная школа была военизирована в июне 1916 года. «Школа военного времени, учреждённая А. Анатра» стала Одесской офицерской школой морской авиации с трёхмесячной программой обучения. Отказавшись от государственных субсидий, все расходы по реорганизации школы Артур Анатра взял на себя.

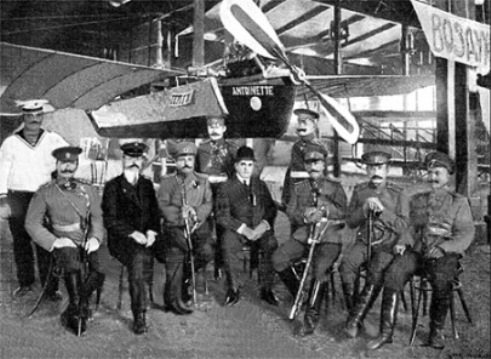
Представители Одесской авиашколы в павильоне воздухоплавания Одесской выставки. Стоят: моторщик Касьянов, капитан Голубев, штабс-капитан Шелер. Сидят: подполковник Трубников, инженер А. В. Гусев, заведующий школой и воздушным парком подполковник Х. Ф. Стаматьев, президент Аэроклуба А. А. Анатра, преподаватель моторного дела капитан Клюев, штабс-капитан В. С. Зайочковский, штабс-капитан Греков.

С 1916 года А. А. Анатра начинает издавать журнал «Заря авиации» — «ежемесячный, научно-популярный, общественно литературный иллюстрированный журнал по вопросам воздухоплавания и авиации» под редакцией известного публициста, педагога И. М. Радецкого, подписывающегося «Почётный Секретарь Школы Авиации в Одессе И. М. Радецкий». Журнал выходил с июля 1916. Последний (предположительно) номер (№ 9 — 10) вышел в сентябре или октябре 1917 г. 8, 9 июля 1917 года редакция журнала выпустила иллюстрированную газету на 4 страницах «Дни авиации в Одессе». Стоимость газеты равнялась стоимости журнала — 50 копеек, весь сбор от продажи поступал «в пользу пострадавших авиаторов». Все материалы этого ра́зового выпуска были написаны И. Радецким («свободное слово Радецкого»).
С начала функционирования Одесской авиашколы в ней проходили курс изучения авиадвигателей техники Одесского Морского батальона. Это были опытные мастера, которые умели, не пользуясь никакой технической документацией, с фотографической точностью восстанавливать повреждённые аэропланы. Ремонтируя самолёты, принадлежащие Аэроклубу и требующие каждодневных ремонтов, они приобретали профессиональный опыт самолётостроения. В первом номере «Записок Одесского отделения русского технического общества» за 1912 год говорилось:

Параллельно с подготовкой лётчиков администрация Школы заботилась о создании кадров механиков и мастеров для аэропланов. Для этой цели все работы по постройке и починке аэропланов и их частей исполнялись в мастерских ОАК (при Одесском морском батальоне).
Со временем техники Морбата смогли приступить к сборке первых самолётов.
В августе 1917 года А. Анатра передал («пожертвовал») авиационную школу с мастерскими и ангарами, оцениваемые в 1,5 миллионов рублей, правительству.

### Одесский авиастроительный завод «Анатра»
За период с 23 марта (5 апреля) 1910 года по 1 (14) января 1911 года «нижними чинами морского батальона» в мастерских ОАК было построено 5 аэропланов: 1 «Блерио», 2 «Фармана» обыкновенного типа и 2 «Фармана» гоночного типа (один из них был построен для С. И. Уточкина). 

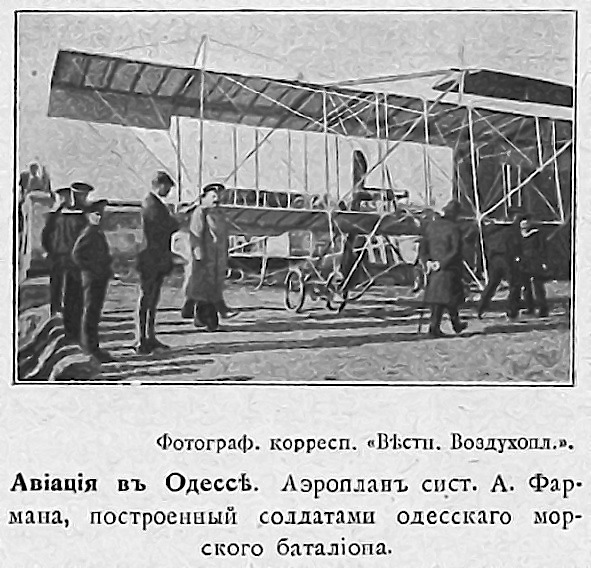
А. Анатра (на первом плане справа, с тростью) осматривает Фарман IV, построенный в мастерских ОАК. 1911 г.

14 (27) апреля 1911 года одним из первых пилотов начинавшего свою работу завода Н. Д. Костиным был испытан «Фарман IV». В газете «Одесские новости» от 15 (28) апреля 1911 была помещена заметка «Полёт Костина»:

Вчера на ипподроме бегового общества был испытан первый аппарат (системы Фармана), построенный чинами морского батальона. Мотор «Гном» в 50 сил был приобретён на пожертвования президента аэроклуба Артура Антоновича Анатра. Полёт совершал авиатор Костин. После плавного подъёма г. Костин поднялся на высоту до 100 метров, сделал круг и опустился. Аппарат отличается замечательной лёгкостью.
Этот день официально считается днём основания Одесского авиационного завода.
В 1912 году было построено уже 20 самолётов различных систем («Фарман», «Блерио», «Ньюпор»), завод также проводил авторемонтные работы, производил лёгкие мотоциклы и строил глиссеры оригинальных конструкций.
18 октября 1912 года А. Анатра обратился в Главное инженерное управление с предложением военному ведомству своих услуг по производству самолётов. К июню 1913 года он выкупил мастерские ОАК. Первый контракт выполнения военного заказа на пять аэропланов «Фарман IV» был подписан с А. Анатрой 10 (23) июня 1913 года уже как с владельцем нового завода. К ноябрю того же года заказ был выполнен. На заводе работало ещё только сто человек. Производительность составляла 1 — 2 аппарата в месяц.
В предвоенные (начало Первой мировой войны — 28 июля 1914 года ) годы основной продукцией завода были французские лицензионные самолёты «Ньюпор», «Фарман», «Вуазен», «Моран», «Блерио». Со временем были освоены модификации: «Ньюпор IV», «Ньюпор XIV», «Ньюпор XVII», «Фарман VII», «Фарман XVI», «Фарман XX», «Фарман XXII», учебный «Моран-Ж».
Толчок бурному росту предприятия дала Первая мировая война. Русская императорская армия нуждалась в самолётах. «Завод аэропланов Артура Анатра» начинал получать крупные заказы от военного ведомства. Одесса стала одним из центров самолётостроения в Российской империи.
Завод быстро строился — в степи у Стрельбищного поля в двенадцати верстах от города вырос авиагородок. В 1915 году Одесская городская дума безвозмездно передала Артуру Анатре полосу земли (по его просьбе). Потратив 1 млн 300 тыс. рублей, А. Анатра проложил по ней железнодорожную ветку, ведущую от линии городского трамвая к его заводу, и приобрёл крытый подвижной состав с двумя паровозами. Соединив предприятие с городом, он увеличил экономическую отдачу производства на 50 — 60 %. Совершая по нескольку рейсов в день, поезд обслуживал более 1500 сотрудников завода. Учебно-испытательный аэродром при авиашколе и заводе, обозначавшийся сначала как «Учебное поле», получил название «Школьный» (название сохранилось).

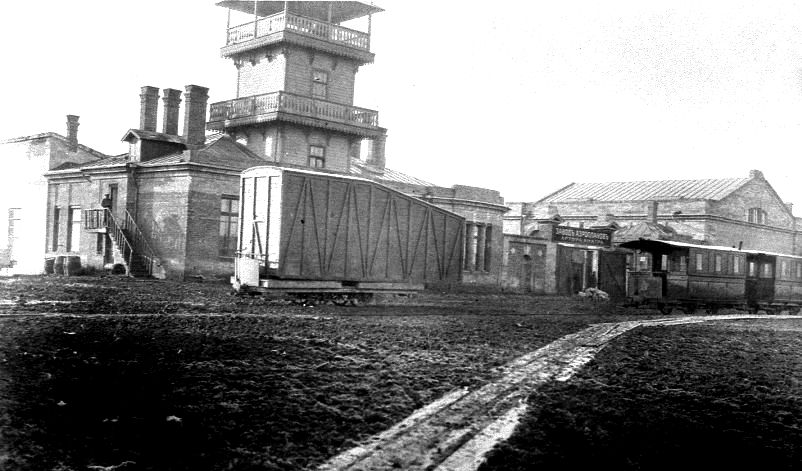
Завод «Анатра». На первом плане — вагоны на подъездных путях.

В 1914 году для работы на заводе был приглашён французский инженер Е. А. Дека́мп (Elisée Alfred Descamps) (в российских документах — Э. Декан), работавший до этого на немецкой фирме «Авиатик». Для интенсивного выпуска лицензионных самолётов срочно набирались новые сотрудники. В газете «Одесские новости» от 26 августа (8 сентября) 1915 г. было помещено объявление: «Спешно нужны только опытные чертёжники, основательно знающие французский язык. Стрельбищное поле, завод аэропланов». В октябре 1915 года по решению Особого совещания по обороне А. Анатра получил крупный оборонный заказ на сумму 8 млн 134 тыс. рублей и серьёзные льготы, обеспечивающие его выполнение.
Поддерживая и поощряя рационализаторство, он ввёл специальный премиальный фонд «за улучшение форм и облегчение аппарата летающего».
Перед самым началом Первой мировой войны Артур Анатра приобрёл у «Авиатик» проект небольшого, лёгкого самолёта-разведчика «Р-20». Самолёт, созданный по доработанному заводом проекту «Р-20», получил название «Анаде́» или «Анатра-Д» (то есть Анатра + Декамп). Первый серийный самолёт этого типа был построен в мае 1916 года. 17 (30) мая 1916 года в штаб Управления Военно-Воздушного флота, находящегося в Киеве, на имя великого князя Александра Михайловича из Одессы была послана телеграмма, зарегистрированная под входящим номером 11261:

Всепреданнейше доношу Вашему Императорскому Высочеству что вчера был сдан первый самолёт Анатра Д в полёте с полной нагрузкой 350 килограмм и пулемётом показал скорость сто двадцать девять километров.— Артур Анатра
В период 1916—1917 гг. было выпущено 225 таких аппаратов, на большинстве из которых был установлен мотор «Гном-Моносупап» (мощностью в 100 л. с.). На некоторых самолётах устанавливался двигатель «Клерже́» (мощностью в 110 л. с.) — такая модель называлась «Анакле́р».
Переработав самолёт «Анаде», приспособив его под более мощный (150 л. с) мотор «Сальмсон», был получен новый аппарат «Анаса́ль» («Анатра ДС»), первый полёт которого состоялся 25 июля (7 августа) 1916 года. 14 (27) декабря того же года был подписан контракт общей суммой в 3 млн рублей на поставку 250 «Анасалей». В дальнейшем суммарный объём заказов на них составил 700 единиц. Серийное производство «Анасалей» началось летом 1917 года, к декабрю было сдано 120 аппаратов.
Согласно свидетельству о праве собственности от 22 декабря 1916 (4 января 1917) года, выданному А. А. Анатре старшим фабричным инспектором Херсонской губернии, одесский авиастроительный завод «Анатра» состоял из:

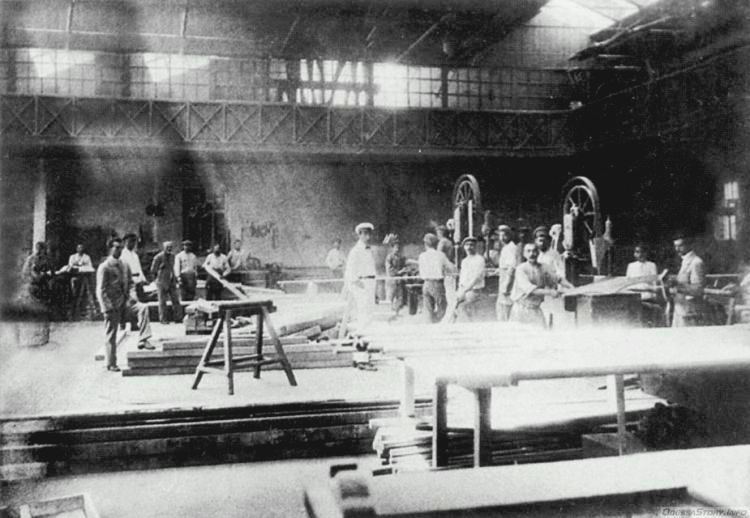
Столярный цех завода.

- основных производственных мощностей, расположенных у Стрельбищного поля (1 нефтяной двигатель в 20 л. с., 1 нефтяной двигатель в 30 л. с., 8 электромоторов в 8 л. с., 1 электромотор в 100 л. с., 1 бензиновый мотор в 6 л. с., 1 бензиновый мотор в 3,5 л. с.), где работало 1030 рабочих;
- отделения завода (слесарный и штамповочный цеха) на улице Канатной, 22 (в собственном доме) (1 электромотор в 10 л. с., 1 электромотор в 3 л. с., 1 электромотор в 1,5 л. с.) — 430 рабочих;
- отделения на улице Ольгиевской, 5 (в арендуемом помещении) — 90 рабочих;
- отделения на улице Кондратенко, 36 (в арендуемом помещении) (6 электромоторов в 40 л. с.) — 300 рабочих. С января 1917 года отделение было переведено на улицу Белинского, 17 в здание, принадлежащее А. А. Анатре.

Возможная годовая производительность завода определялась в 17 млн рублей. В заключительной части документа было сказано: «Земельные участки и здания заводов (включая отделения) принадлежат А. А. Анатре, допускают крупное расширение и увеличение производительности, каковое расширение ими производится.» К тому времени завод выпускал до 80 военных самолётов в месяц. Механическое отделение («Болтовой завод»), расположенное на Французском бульваре (в дальнейшем территория Одесской киностудии) снабжало резьбовыми узлами все авиазаводы России.

### Симферопольские заводы
Для удовлетворения растущих потребностей фронта в авиационной технике Главное Военно-техническое управление (ГВТУ) обратилось к авиафирмам А. Анатры, В. Лебедева и С. Щетинина с предложением увеличить свои производственные мощности за счёт строительства новых филиалов, при финансовом содействии государства. Дальнейшее развитие фирмы «Анатра» должно было обеспечить введение в строй Симферопольского промышленного комплекса, состоящего из авиастроительного, автомобильного и моторостроительного заводов.

#### Авиастроительный завод
Согласно контракту, подписанному А. Анатрой с военным министерством 7 (20) марта 1916 года, к концу сентября того же года на окраине Симферополя, у реки Славянки, был построен новый авиазавод фирмы. Строительство велось на приобретённом А. Анатрой земельном участке, при частичном финансировании Главным Военно-техническим управлением. Артуру Анатре были предоставлены субсидия в 300 тыс. рублей и беспроцентная ссуда в размере 340 тыс. рублей.
Директором завода, с окладом в 24 тысячи рублей в год, стал Александр Николаевич Панов — бывший управляющий завода Щетинина. В 1916 году вслед за Пановым, при его содействии, с завода ПРТВ в Петрограде на Семферопольский авиазавод перешли 70 рабочих. Причиной желания сменить место работы все они назвали низкую заработную плату, плохие условия и организацию труда. Такой массовый отток кадров Сергей Щетинин счёл вредительством и выдвинул обвинение в саботаже. Следствие вёл следователь по особо важным делам Петроградского окружного суда Юревич. За отсутствием состава преступления дело было закрыто.
30 января (12 февраля) 1917 года завод, на котором работало около 730 человек, получил заказ на изготовление 100 самолётов «Ньюпор XVII», снабжённых двигателем «Рон». Поставки двигателей, воздушных винтов и вооружения обеспечивались военным ведомством. 17 (30) июля 1917 года был заключён контракт ещё на 200 «Ньюпоров». В последнем письме А. Анатры в Петроград, датированным 6 (19) сентября 1917 года, о Симферопольском авиазаводе было сказано:

Относительно заказов на будущее полугодие 1918 года мой представитель сообщает, что на Симферопольский завод назначено 150 аппаратов. Считаю это количество очень малым и убыточным для большого завода и очень прошу Вас повысить до 300-т.

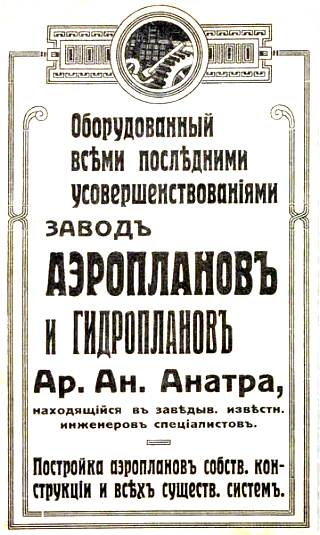
Реклама завода «Анатра».

Что касается плохо поставленной технической части на Симферопольском заводе, то к устранению вышеупомянутого недостатка приняты мною самые решительные меры, и я уверен, что в ближайшее время выпуск самолётов будет не меньше, чем в Одессе.
Ввиду того, что военное ведомство не смогло обеспечить выполнение заказа поставкой двигателей, первые 50 «Ньюпоров» (с серийными номерами 101—150) были сданы (и приняты военной приёмкой) 23 сентября (6 октября) 1917 года без лётных испытаний (десять самолётов этой партии, позднее доукомплектованные двигателями, с января 1919 года находились на вооружении Добровольческой армии). 19 декабря 1917 года (2 января 1918 года) Управление военно-воздушного флота сообщило об отсутствии на складах двигателей «Рон». 5 (18) января 1918 года ещё 50 самолётов (с серийными номерами 151—200) были приняты также без испытаний.
При установлении советской власти в Крыму ядром поддержки большевиков стала группа бывших питерских рабочих симферопольского авиазавода Анатры. В соответствии с принятым ВЦИК «Положением о рабочем контроле» они попытались взять управление заводом в свои руки. В ответ на отказ администрации принять эту инициативу была объявлена забастовка, которая послужила формальным правом для национализации завода.
27 декабря 1917 (9 января 1918) года на заседании Совета народных комиссаров под председательством И. В. Сталина был принят декрет о конфискации аэропланного завода «Анатра» в Симферополе.
С началом Гражданской войны авиастроительная деятельность завода прекратилась. В 1922 году, несмотря на усилия коллектива сохранить производство, завод был ликвидирован.

#### Моторостроительный завод
Одним из основных факторов, сдерживающих рост авиастроения в дореволюционной России, было отсутствие развитого отечественного моторостроения. Импорт двигателей зарубежного производства, от которого зависели авиастроительные заводы Российской Империи, был резко сокращён после начала войны. Внутреннее производство обеспечивало не более 1400 двигателей в год, в нарастающей разрухе народного хозяйства 1917 года их производство сократилось до 450. Около 50 % самолётов, построенных на авиазаводах Российской Империи в течение сентября 1917 года, не были обеспечены авиамоторами.
Фирме «Анатра» было предложено освоить выпуск двигателей.
По контракту, подписанному 6 (19) июля 1916 года, к 1 (14) апреля следующего года должен был начать работу Симферопольский моторостроительный завод с производительностью не менее 300 двигателей в год. Для выполнения контракта А. Анатре была предоставлена ссуда в 400 тыс. рублей на льготных условиях. Первая партия авиадвигателей «Испано-Сюиза» (200 л. с.) должна была быть сдана в период с мая по декабрь 1917 года. Но моторостроительный завод, производственные помещения которого были возведены в срок рядом с авиационным заводом, так и не был пущен из-за отсутствия поставок оборудования и комплектующих из Франции и Испании. Заказанные во Франции станки были задержаны французским правительством для внутренних потребностей, только в мае заказ был передан представителю фирмы «Анатра» в Париже. По состоянию на 13 февраля 1918 года ничто из заказанного оборудования на завод доставлено не было, некоторая его часть (54 единицы) находилась в Архангельске.

### Итоги производственной деятельности фирмы «Анатра» 1914—1917 гг.

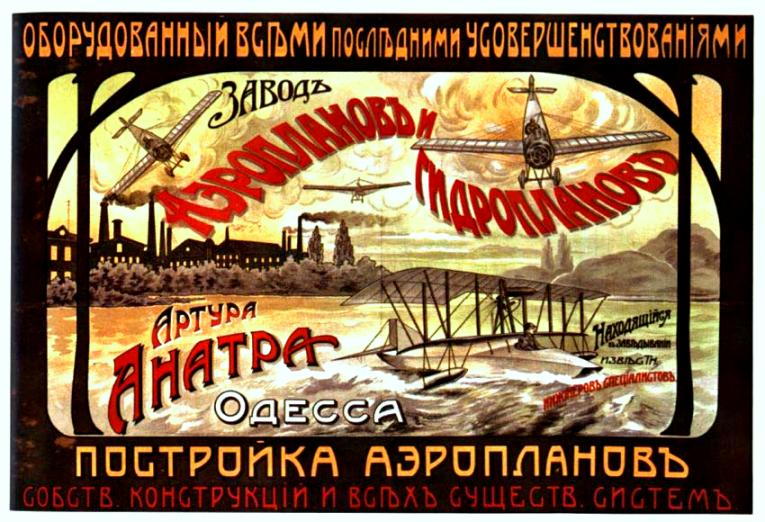
Торгово-промышленный плакат (53,5×71,5 см) одесского авиационного завода «Анатра», выполненный в стиле модерн. Хромолитография.

К осени 1917 года на фирме «Анатра», превратившейся в один из крупнейших авиакомплексов Российской Империи, работало 2900 рабочих (2200 в Одессе, 700 в Симферополе) и около 330 служащих. Цеха были оснащены современным (на тот период) технологическим оборудованием (около 200 станков различных типов). Потенциальная мощность фирмы составляла до 100 самолётов в месяц. По количеству рабочих и численности станков (131) одесский «Завод аэропланов Артура Анатра» вышел на второе место после московского завода «Дукс». Завод также выпускал комплекты запасных частей для фронтовой авиации и принимал заказы на изготовление дезинфекционных камер (системы капитана Егорова) для армии.
За период с 1914 до начала 1918 гг. фирмой было произведено 1156 самолётов (1056 в Одессе и 100 в Симферополе). В своём письме в Петроград, от 6 сентября 1917 года, Артур Анатра писал: «… Мои заводы обеспечены настолько материалами, что мною снабжаются несколько авиапарков и Румынский фронт.».
Экономическая ситуация, сложившаяся в предреволюционной России, и последовавший затем распад Российской империи, не позволили выполнить многие контракты, подписанные фирмой. Ряд интересных проектов не нашли своего воплощения.
- Не был реализован проект по созданию самолёта палубной авиации[104]. Согласившись выполнить этот заказ Авиационного Комитета Черноморского флота, Артур Анатра посетил Севастополь в январе 1916 года для уточнения деталей, но в дальнейшем работы над этим проектом не велись[92].

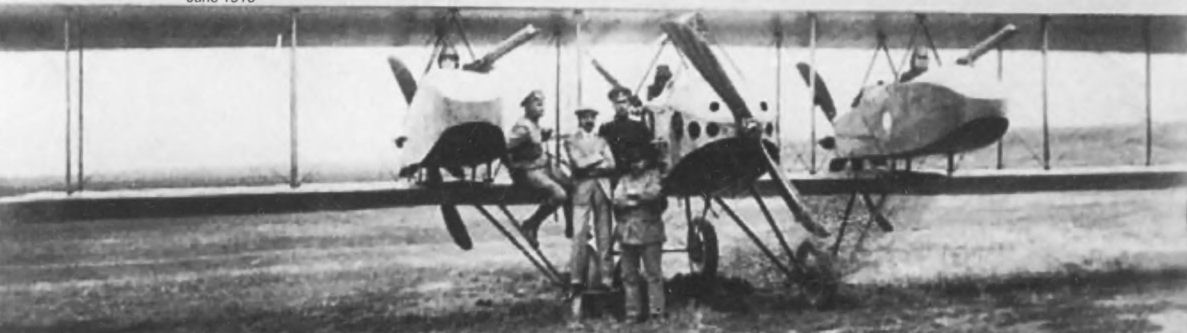
«Анатра ДЕ».

- Конструкторским отделом фирмы был разработан проект трёхмоторного четырёхместного бомбардировщика «Анатра-ДЕ». При посадке после первого испытательного полёта 23 июня (6 июля) 1916 года самолёт был повреждён и больше не восстанавливался.

- В октябре 1916 года правительство Румынии предложило А. Анатре наладить производство и ремонт самолётов в этой стране, о чём он поставил в известность военное ведомство телеграммой от 30 октября (12 ноября), но встретив неодобрение этой инициативы, подтверждённое телеграммой УВВФ, присланной на следующий день, вынужден был отказаться от этого предложения[105].

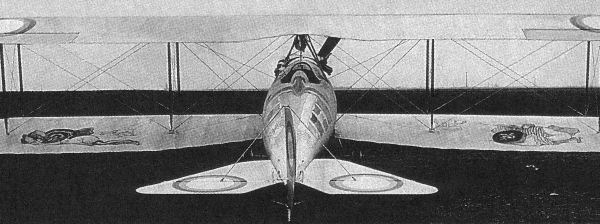
«Анадис».

- В октябре — ноябре 1916 года на «Школьном» аэродроме одесского завода «Анатра» прошли испытания нового самолёта «Анадис» (Анатра + Декамп + Испано-Сюиза). Самолёт был оснащён мотором «Испано-Сюиза» из расчёта на выпуск двигателей Симферопольским моторостроительным заводом, который так и не смог начать работу. «Анадис», показавший хорошие лётные качества, не был запущен в серию и остался в единственном экземпляре[92].

- В архивных документах, датировнных 1917 годом, содержится упоминание о работах по постройке трёхместного самолёта с двойным управлением «Анарено» («Анасаль» + двигатель «Рено»?).

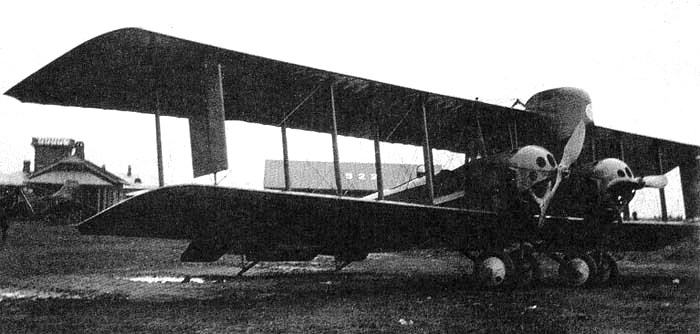
«Анадва».

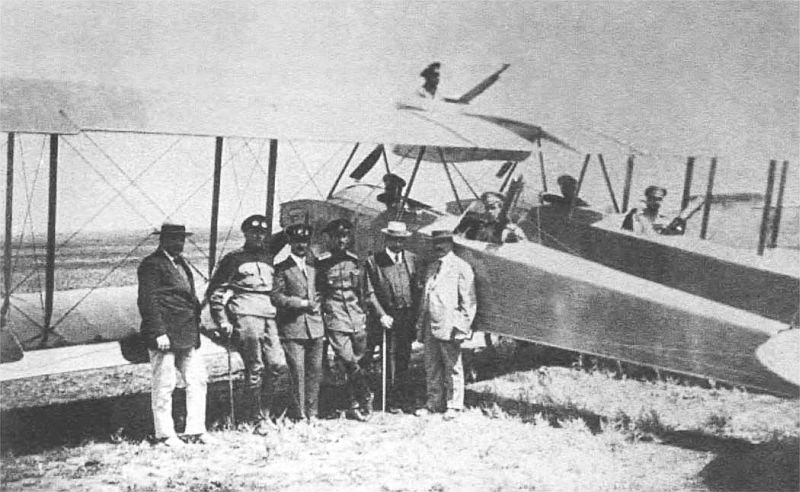
«Двухвостка Хиони». Стоит второй справа А. Анатра(?).

- К осени 1917 года на Симферопольском авиазаводе началась подготовка к серийному выпуску двухфюзеляжного лёгкого бомбардировщика «Анадва» («Двухвостка Хиони», «Анатра-Хиони»). Для этого конструктор самолёта В. Н. Хиони и группа опытных рабочих были откомандированы из Одессы в Симферополь[96]. Но заказ на 50 бомбардировщиков «Анадва» был оформлен только в ноябре 1917 года и ни один серийный самолёт выпущен не был[92]. При постройке опытного образца «Анадвы», ближайшим сотрудником Василия Хиони — мастером Александром Касперовичем Михалькевичем — был успешно использован плазово-шаблонный метод, который применяется и в современном авиастроении[106].

- В октябре 1917 года от Главного управления авиации поступил заказ на 100 самолётов «Кодрон», которые планировалось сдавать по 20 штук в течение нескольких месяцев, но затянувшееся оформление заказа не оставило времени для его выполнения [107].

## Послереволюционный период

### В Одессе

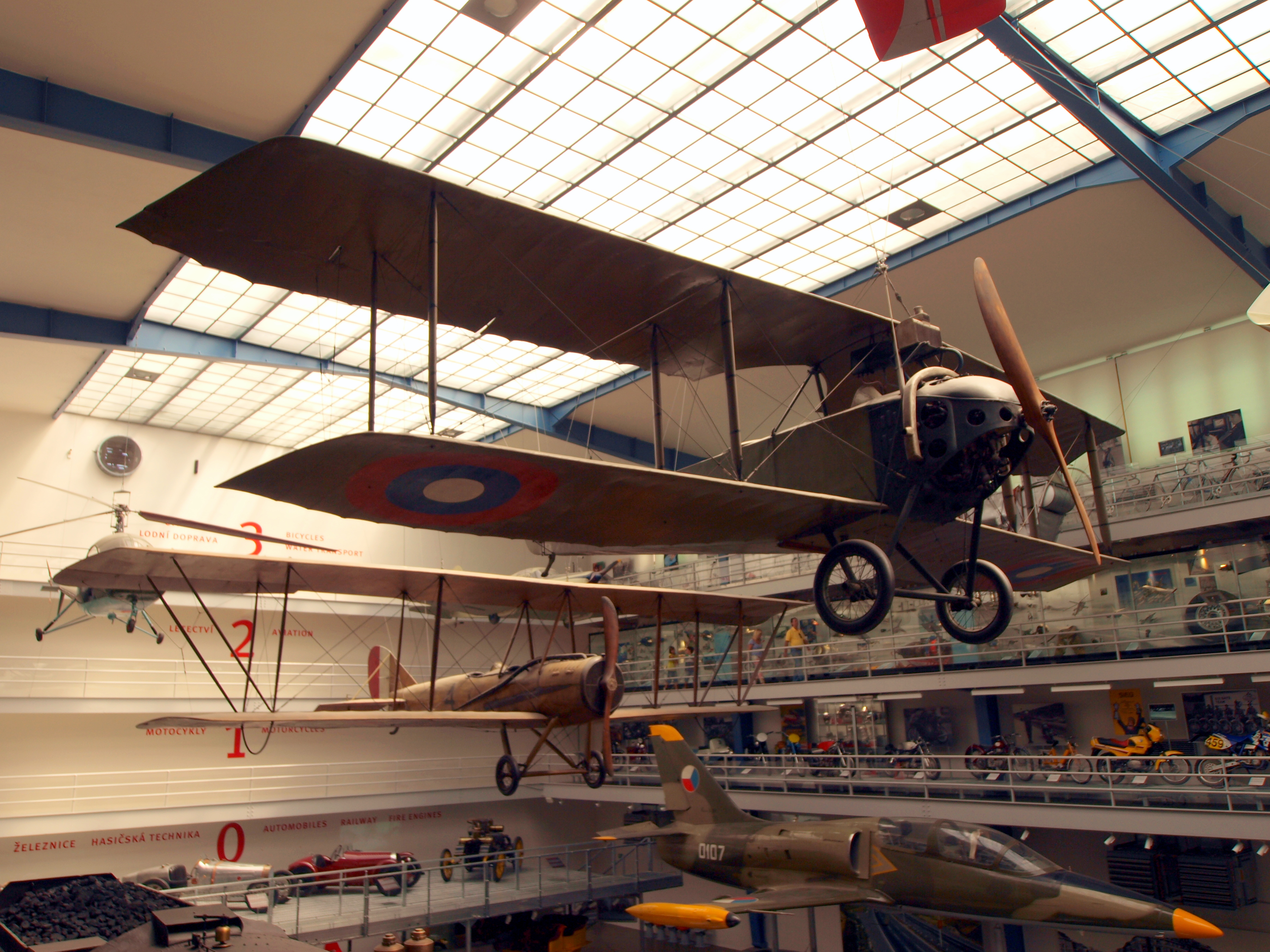
Последний сохранившийся самолёт, построенный на авиазаводе «Анатра», выставлен в экспозиции Национального технического музея в Праге.

С начала 1918 года производство на Одесском авиастроительном заводе почти замерло. Ввиду отсутствия новых заказов А. Анатра предложил военному ведомству достроить часть находившихся в производстве самолётов «Анасаль» в почтовом варианте. Предложение было направлено Управлению военно-воздушного флота 24 января (6 февраля) 1918 года и было отклонено «за несвоевременностью» — в стране начиналась Гражданская война. Но именно в этот период, в конце февраля 1918 года, со Школьного аэродрома взлетел первый на пространстве бывшей Российской империи почтовый самолёт. Почтовый авиарейс по маршруту Одесса — Екатеринослав был осуществлён лётчиком-инструктором завода «Анатра» поручиком Алексеем Алексеевичем Туренко. Первое сообщение об этом перелёте было опубликовано в газете «Голос солдата» № 33 от 24 февраля 1918 года.
14 марта 1918 года Одесса была оккупирована австро-венгерскими войсками. На заводе «Анатра» к тому времени скопилось 242 готовых самолёта (68 «Фарман», 63 «Анаде», 111 «Анасаль») и 149 аппаратов «Анасаль», находящихся в различной степени готовности. 12 апреля после лётных испытаний «Анасаль» был принят на вооружение австро-венгерской авиации (в качестве учебного), получив название «Анатра C. I.», было отмечено высокое качество изготовления узлов самолёта, недосягаемое на тот период австрийскими предприятиями.

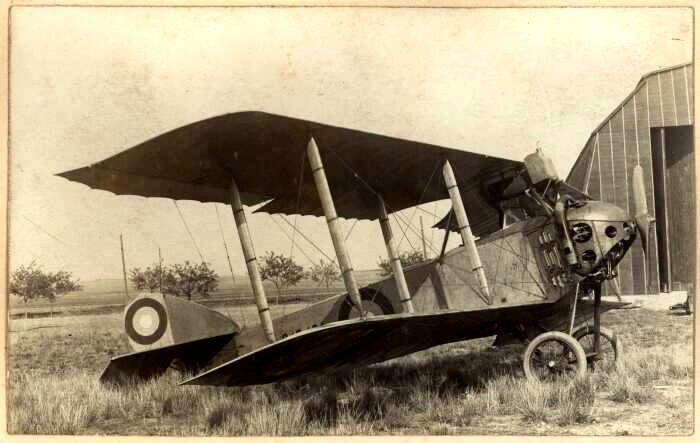
«Анатра-Анасаль».

5 мая с Артуром Анатрой был заключён контракт на поставку австро-венгерской армии 200 «Анасалей». Но патриотически настроенные рабочие завода приняли решение саботировать заказ оккупационных войск: «никоим образом не налаживать выпуск аппаратов, всячески портить их». В строящиеся аэропланы закладывались дефекты. 29 июня 1918 года были сожжены 20 аэропланов, уже подготовленных к отправке в Австро-Венгрию. По подозрению в диверсии был арестован и по приговору военно-полевого суда расстрелян социал-демократ рабочий Павлов, что вызвало протестную забастовку коллектива завода, продолжавшуюся более месяца. Несмотря на эти события, к концу октября количество отправленных в Австрию самолётов составило 180 единиц.
В тяжелейший для фирмы период экономической разрухи энтузиаст авиации А. Анатра пытается реализовывать новые идеи — в оккупированной Одессе организовывается служба авиатакси. В одном из июльских номеров газеты «Одесский листок» за 1918 год было помещено объявление:

Фирма Анатры устанавливает сообщение между центром города и Большим Фонтаном, которое будет поддерживаться пятью аэропланами. Весь переезд будет продолжаться 2—3 минуты.
С приходом в Одессу войск Антанты производственная деятельность завода приостанавливается. Ещё 28 июня 1918 года декретом Совета народных комиссаров вся авиапромышленность, находящаяся в пределах Советской России была объявлена собственностью государства(приказом № 10 по отделу Управления Воздушного флота Штаба Народного Комиссариата по военным делам УССР от 7 июня 1919 года «Одесский Военно-Авиационный завод» и «Одесский Авиапарк» с 5 июня 1919 года считались единым целым с наименованием «Одесские Военно-Авиационные мастерские — Парк» ).
В начале 1919 года в Одессе на средства местных заводчиков возрождался Якутский 42-й пехотный полк. По воспоминаниям подполковника В. Чернопысского, особую щедрость в этом вопросе проявил Артур Анатра.

### В эмиграции

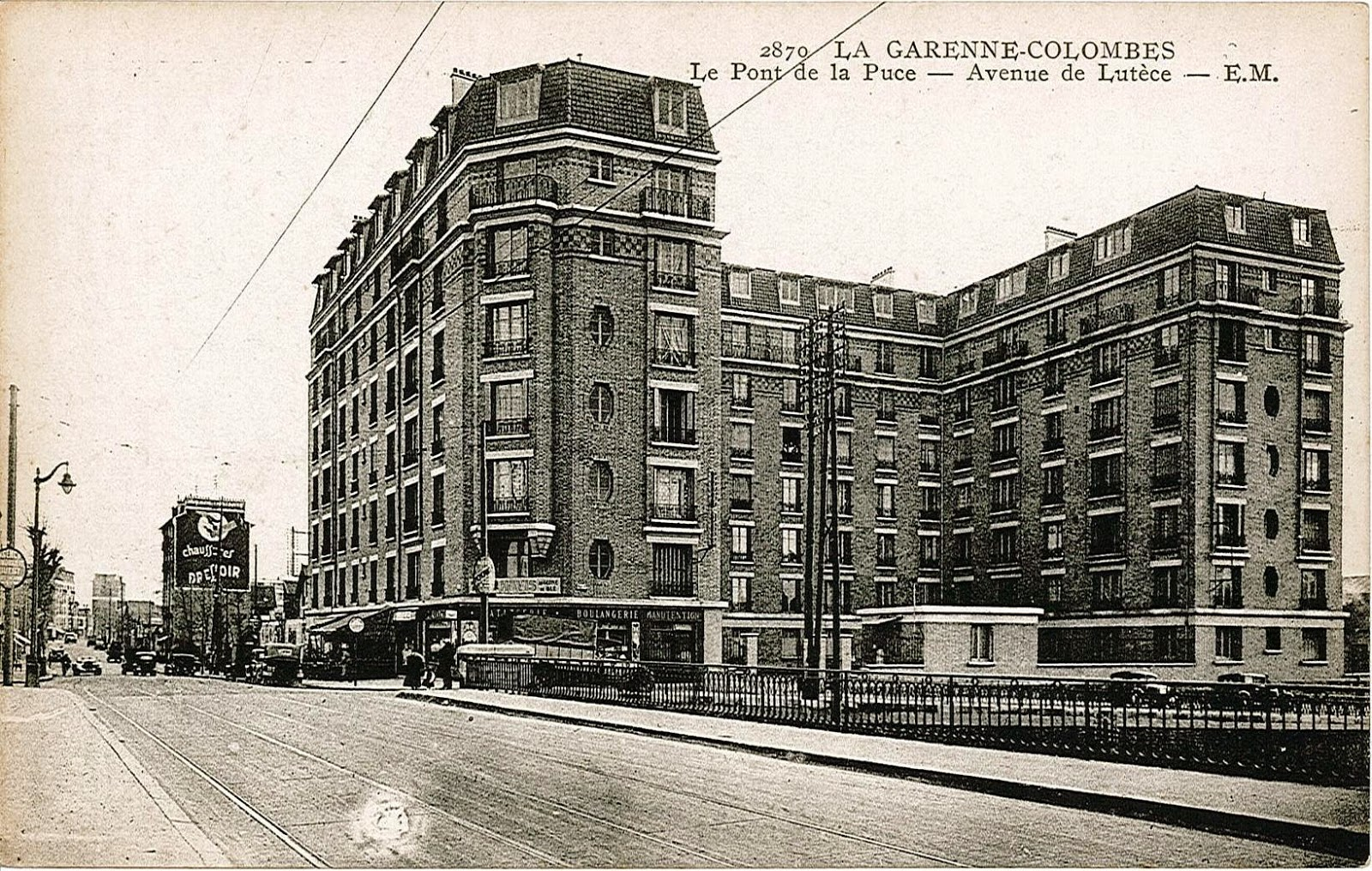
Avenue de Lutèce. С 1944 года —.

В начале 1919 года А. Анатра эмигрировал за границу, покинув Одессу на собственном самолёте.
О дальнейшей его судьбе известно мало. В начале весны 1922 года жил на парижской Avenue Charles Floquet. Проживал в Нейи-сюр-Сен. Затем жил в Монте-Карло и Берлине. Был в числе немногих владельцев «Ледяного яйца Нобеля», которое продал антиквару — владельцу магазина  A La Vieille Russie  — Якову Абрамовичу Золотницкому (Jacques Zolotnitzky,).
На Парижском авиасалоне, проходившем в Гран-Пале в конце 1920 года, был представлен двигатель Anatra-Peugeot (500 л. с.).
Во французском издании L’Aéronautique за 1921 год, описаны двигатели Anatra (420 л. с.) и восьмицилиндровый Anatra-Peugeot, находящиеся в тот момент на стадии разработки или испытаний. 
Последним местом жительства А. Анатры стал Ла-Гарен-Коломб в Иль-де-Франс (Avenue de Lutèce, 15).  Умер 1 января 1942 года, 5 января был похоронен на кладбище Пер-Лаше́з (Père Lachaise) на том же участке, где 9 декабря 1921 года был похоронен его пасынок, сын Сергея Уточкина — Георгий Анатра.

### Память

Памятник А. Анатре работы скульптора А. В. Копьёва.

Получив приказом наркома обороны от 14 марта 1938 года статус стационарных ремонтных мастерских («256-е стационарные авиационные мастерские»), бывший завод «Анатра» с 1964 года снова переводится на штат завода («246-й авиационно-ремонтный завод ВВС»). С начала 2000 года предприятие (одно из старейших авиапредприятий Европы) носило название «Одесавиаремсервис», но с 2012 года  стало Одесским авиационным заводом.
В 1999 году к 88-й годовщине со дня основания завода на его территории был установлен памятник-бюст А. А. Анатре.
Национальным банком Украины был сертифицирован орден «Артура Анатры», которым награждены некоторые сотрудники Одесского авиационного завода за большой трудовой вклад в его развитие.
Один из микрорайонов Симферополя называется «Анатра». В фильме о Сергее Уточкине («В мёртвой петле») роль Артура Анатры сыграл Ефим Копелян.

## Частная жизнь

Портрет жены авиатора Уточкина. Худ. Н. Кузнецов

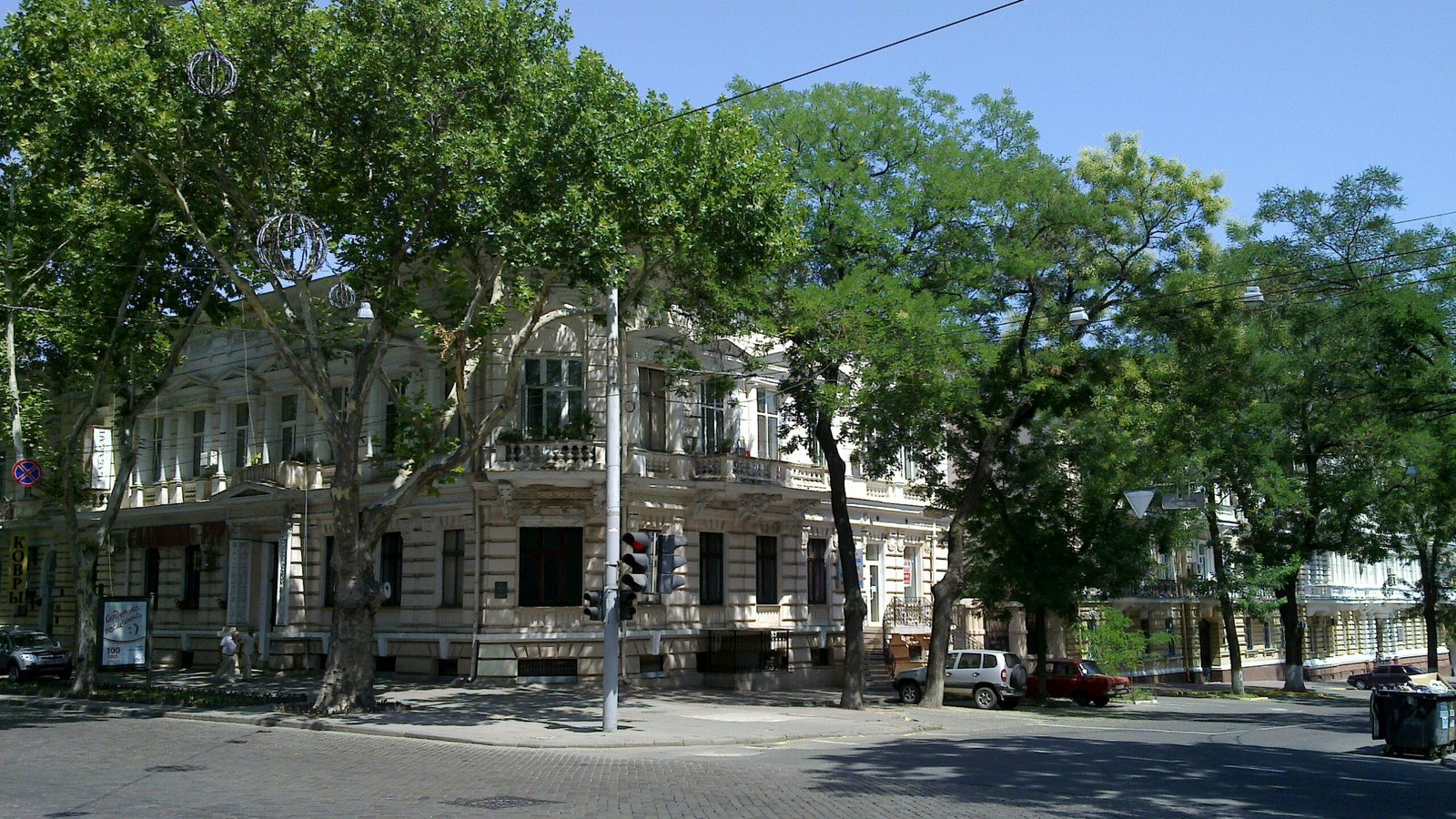
Ул. Пушкинская, 29 — один из домов, принадлежавших А. Анатре

Согласно справочному изданию «Вся Одесса» за 1913 и 1914 гг., в эти годы А. Анатра проживал на Николаевском бульваре, в доме № 10, со своей женой Ларисой Фёдоровной. Брак был заключён 12.02.1910. Венчание состоялось в Свято-Алексеевской церкви.
Лариса Фёдоровна Анатра (Литвицкая-Корвина) (1881—1921)  — дочь статского советника, присяжного поверенного, гласного городской думы (с 1898 по 1914 год), члена наблюдательного совета Одесского городского кредитного общества Фёдора Никитича Литвицкого. Первым браком была замужем за Сергеем Уточкиным, от этого брака имела сына — Георгия (1900—1921), впоследствии принявшего фамилию своего отчима (Анатра) — и дочь Марию (1901—?).
Была председателем Общества помощи («вспомоществования») неимущим курсисткам Одесских высших женских курсов.
В 1913 году была награждена золотым нагрудным знаком (который женщины имели право носить как кулон) Особого комитета по усилению военного флота, «за заслуги в деле содействия комитету».
Похоронена в Париже, на кладбище Пер-Лашез.
В собрании Одесского художественного музея сохранился портрет Ларисы Литвицкой, «жены авиатора С. И. Уточкина (1898—1906), позднее Анатра».

### Мать и сёстры
Мария Кузьминична Анатра была домовладелицей, занималась благотворительностью. После революции 1917 года (предположительно) эмигрировала в Италию (предположительно), где проживали её дочери — Валентина-Кармела и Юлия-Мария.
- Валентина-Кармела Анатра (07.11.1872 — 1971) была замужем за консулом Италии в Одессе бароном Джузеппе Россетом Десандре (Giuseppe Rosset Desandrè), который затем стал генеральным консулом Италии в Монако[134]. 24 сентября 1898 года у них родилась дочь, Мария (24.09.1898, Одесса — 19.08.1954, Палермо)[135]. Один из внуков (род. 1972 г.)[135] Марии Россет Дессандре — правнучатый племянник Артура Анатры — проживает в Палермо.
- В конце декабря 1901 года в Риме состоялось бракосочетание Юлии-Марии Анатры (19.06.1877 — 1974) и барона Джованни Ромео делле Торрацце[итал.] (12.10.1861 — 18.09.1957[136]), адъютанта короля Италии Виктора Эммануила III. Подарком короля невесте была сапфировая брошь с бриллиантами. После свадебного приёма, который проходил в доме Валентины Россет, молодая семья отправилась на Сицилию к родственникам жениха. После Рождества планировался визит в Россию к родственникам невесты[137]. 31 мая 1911 года, во время поездки Виктора Эммануила III и Елены Черногорской на Сицилию, они завтракали на вилле Ромео делле Торрацце. В честь этого визита на виллу Statella[итал.] в Рандаццо Юлия-Мария была назначена придворной дамой свиты королевы Елены[138][139].

### Отец и брат
Антонио Анжелович и Генрих-Анжело Антонович (был мужем Е. В. Анатры, погиб в автокатастрофе в 1910 году) Анатра были похоронены в родовом склепе семьи, который был уничтожен в период ликвидации 1-го христианского кладбища.

### Комментарии
1. ↑  Освобождён от должности консула указом от 15 июня 1926 года. См. Le Journal de Monaco, Bulletin Officiel de la Principauté, 24 июня, 1926.
2. ↑  Отстроена в 1907 году фирмой «Шнайдер, Жаке и К» из Страсбурга, после пожара в феврале 1906 года.
3. ↑  В то же время там учился Сидней Рейли. См. Рейли Сидней (1874—1925) Архивная копия от 2 мая 2019 на Wayback Machine, Они оставили след в истории Одессы. В этой же гимназии начинал учёбу Сергей Королёв.
4. ↑  Непродолжительное время президентом ОАК был Командующий военного округа генерал-адъютант Н. П. Зарубаев. См. «Одесса. Адресная и справочная книга всей Одессы с отделом Одесский уезд». На 1911 год. Год издания 1-й. Изд. «Одесские новости», 1911 г.
5. ↑  Стоимость обучения в школе Блерио в 1910 году составляла порядка 2 000 франков (750 рублей). См. «А. А. Васильев и А. А. Кузьминский». Архивная копия от 17 февраля 2020 на Wayback Machine Из писем и дневников. А. А. Кузьминский, лето 1910 г.,
6. ↑  Муж Домникии Кузнецовой.
7. ↑  В дальнейшем цена выросла до 800 рублей.
8. ↑  Первый набор открывшейся в то же время Севастопольской авиашколы состоял из 14 курсантов. При наличии шести инструкторов и более численного авиапарка — 8 аэропланов, первыми выпускниками стали 12 офицеров. См. В. М. Ткачёв. «Крылья России». Воспоминания о прошлом русской военной авиации 1910—1917 гг. «Авиация и космонавтика», № 1, 1992. стр. 36. См. Астраханцев Олег Николаевич. История становления и развития системы подготовки военных авиационных кадров в Сибири. (1910—1091 гг.). Диссертация на соискание учёной степени доктора исторических наук. Иркутск, 1919. стр. 97, 98.
9. ↑  За каждого подготовленного военного лётчика школе выплачивалось вознаграждение в 500 рублей.
10. ↑  Списки обучавшихся в одесской авиационной школе А. Анатра с октября 1915 года по июнь 1917 года. Дата обращения: 27 мая 2021. Архивировано 27 мая 2021 года.
11. ↑   П. Н. Обнинский дал такую оценку Ивану Радецкому: «Весь проникнутый животворящей идеей защиты страждущего детства, он ради этой идеи вынес столько испытаний и всякого рода невзгод, сотой доли которых хватило бы на то, что бы в конец обессилить и разочаровать обыкновенного, так называемого „среднего человека“. Он не знает, что такое сомнение, преграда, собственный покой. Его непоколебимая вера, рыцарская отвага в достижении намеченных целей действует просто заразительно. В лице Радецкого мы видим удивительную энергию в преследовании альтруистических целей, широко раскинувшего свою бескорыстную деятельность, исполненную труда, борьбы и лишений. Ни всякие невзгоды, ни рана, полученная в бою за освобождение сербов, ни последующие схватки с равнодушием, завистью или кознями окружающих — ничто не смогло сломать его железную волю и остудить его горячую любовь к своему делу. Человек идеи и человек практики, в лучшем и благородном смысле этих терминов, оба одинаково нашли себе в нем воплощение». См.
Обнинский П. Н. Сборник статей. К юбилею судебной реформы (1864—1914) / Под ред. В. П. Обнинского. — Москва, 1914. — С. 4.
12. ↑  Бывший рядовой Одесского морского батальона Адам-Иоганн Камм (механик С. И. Уточкина), слесарь и механик Г. Букасов и «регулятор крыльев и мастер по деревянным работам» столяр Медведев.
13. ↑  Некоторое время этот мотор был единственным для нескольких аэропланов ОАК.
14. ↑  К началу 1913 года в мастерских был построен аэроплан конструкции окончившего Одесскую авиашколу австрийского подданного Плячека. Многоплан Плячека с мотором «Аргус» (100 л. с.) имел сложную конструкцию из нескольких плоскостей и площадь крыльев — 80 м². Испытания аэроплана проводил В. Н. Хиони, но поднять многоплан не удалось. См. В. Б. Шавров. История конструкций самолётов в СССР до 1938 года. — 3-е, исправл.. — Москва: Машиностроение, 1986. — С. 138. — 752 с.. Заканчивались работы по постройке гидроаэроплана системы Кёртисса.
15. ↑  Линия одесского трамвая № 13.
16. ↑  После Февральской революции вернулся во Францию. Открыл собственную авиакомпанию. См. DESCAMPS. Архивная копия от 6 сентября 2018 на Wayback Machine
17. ↑  Одним из владельцев Ледяного яйца Нобеля был парижский дилер А. А. Анатра («Parisian dealer A. A. Anatra») См. Лот № 294 The «Nobel Ice» Easter Egg Архивная копия от 12 апреля 2020 на Wayback Machine, christies.com. По данным исследователя истории фирмы Фаберже Валентина Скурлова, в двадцатые годы прошлого столетия одно из пасхальных яиц Фаберже в Париже продавал Анатра из Одессы. См. Украина и Фаберже. В. В. Скурлов, 20.11.2007, Санкт-Петербург.
18. ↑  . В начале 1920-х гг. здесь располагалось Общество авиации и воздухоплавания Украины и Крыма (ОАВУК), активным членом которого был Сергей Павлович Королёв.
19. ↑  12 (25) сентября 1912 года, во время Всероссийского праздника воздухоплавания, «маленький гимназист — сын авиатора Уточкина»  поднялся в корзине воздушного змея системы полковника С. А. Ульянина. См. «Всероссийский праздник воздухоплавания в С.- Петербурге». Со снимка фотографа журнала «Огонёк» К. К. Буллы, подпись под фото. Русские авиаторы и авиастроители. Архивная копия от 28 октября 2021 на Wayback Machine
20. ↑  12 апреля 1910 года, в 12-м часу ночи, 28-летний кандидат на судебную должность при судебной палате Генрих Анатра разбился во время прогулочной поездки на принадлежавшем Александру Руссову автомобиле Itala, о чём сообщала газета Одесский листок от 14, 15 апреля, № 85, 86, 1910 года. См. В. А. Абрамов. «Судьба коллекции А. П. Руссова» Архивная копия от 4 августа 2016 на Wayback Machine. «Вестник Одесского художественного музея» № 2. В 15 километрах от Одессы у автомобиля, ехавшего со скоростью 75 км в час по дороге Одесса — Николаев, лопнула задняя левая шина, и его резко занесло вправо. Г. Анатра, сидевший сзади выше всех остальных пассажиров (на своей сложенной шубе), вылетел из машины и ударился головой о камень. См. Le Figaro, 29 апреля, 1910. Похороны состоялись 15 апреля. Остальные пассажиры, ехавшие в машине, почти не пострадали. Среди них были жена Г. Анатры (Евдокия Анатра) и его друг Александр Руссов (сын А. П. Руссова) Шофёром был Макс Киселёв. См. «К гибели Г. А. Анатры». «Утро» № 1019, 17 апреля 1910, стр. 5. Архивная копия от 15 ноября 2021 на Wayback Machine

### Использованная литература и источники
1. 1 2 3 4 5  Fed, 2018, с. 156.
2. ↑  Список студентов и посторонних слушателей Императорского Новороссийского университета 1902—1903 учебного года. Одесса, «Экономическая типография», Почтовая, № 43-й, 1903.
3. 1 2 3 4  Le Journal de Monaco, Bulletin Officiel de la Principauté, 28 апреля, 1927.
4. 1 2  Tables de successions et absences. Nanterre (Hauts de Seine, France), 1941—1945. Документ (1Q_NUM_NAN_15) хранится в Архиве департамента О-де-Сен.
5. 1 2 3 4 5 6 7 8 9 10  Анатра Артур Антонович Архивная копия от 31 октября 2020 на Wayback Machine, Историческое и художественное издание в память 300-летия царствования державного Дома Романовых. — М., 1913., Электронная библиотека ГПИБ Архивная копия от 7 октября 2020 на Wayback Machine.
6. 1 2 3 4 5  Адрес-календарь Одесского Градоначальства на 1916 год. Изд. «Ведомости Одесского Градоначальства», Одесса.
7. 1 2 3 4 5 6  «Вся Одесса. Адресная и справочная книга всей Одессы с отделом Одесский уезд». На 1914 год. Год издания 4-й. Изд. «Одесские новости».
8. ↑  Харук, 2007, с. 74.
9. 1 2 3  Ф. Каменецкий. «Авиационный завод». Архивная копия от 16 мая 2013 на Wayback Machine «Порто-Франко» № 34 (779), 1 сентября 2005.
10. 1 2  В. Каменев. «Взлёт с ипподрома» Архивная копия от 5 февраля 2015 на Wayback Machine, Москва — Пересыпь (сборник).
11. ↑  Le Journal de Monaco, Bulletin Officiel de la Principauté, 15 февраля, 1916.
12. 1 2 3 4  Сергей Котелко. «История одного памятника». Архивная копия от 6 мая 2017 на Wayback Machine
13. ↑  Fed, 2018, с. 151, 152.
14. ↑  Михаил Мейзерский. «Одесса: итальянский след» Архивировано 6 августа 2014 года., reporter.com.ua.
15. ↑  авторский коллектив. Первые кладбища Одессы / редактор и составитель М. Б. Пойзнер. — 1-е. — Одесса: ТЭС, 2012. — С. 474. — 640 с. — 1000 экз. — ISBN 978-966-2389-55-5.
16. ↑  Старые и новые названия улиц Одессы. Архивная копия от 26 марта 2014 на Wayback Machine, odessaperevozki.com.ua.
17. ↑  Олег Губарь. «Что такое франзоль ?» Архивная копия от 4 февраля 2015 на Wayback Machine, viknaodessa.od.ua.
18. 1 2 3  Fed, 2018, с. 153.
19. ↑  Fed, 2018, с. 168.
20. ↑  А. Захаров. «Благополучный Херсон» — город проблем. Архивная копия от 25 мая 2014 на Wayback Machine, гл. «Херсонские перевозчики воевали с городом», mycity.kherson.ua.
21. 1 2 3 4  Joaquín Álvarez Cotroneo. El origen del Clan Cotroneo. Las naranjas de Sicilia.
22. ↑  Fed, 2018, с. 159.
23. ↑  Fed, 2018, с. 160.
24. 1 2  Полёт сквозь столетие, 2005, с. 14.
25. ↑  Характеристика окончившего курс в Одесской 3-й гимназии в 1899 году Артура Анатра. «Дело студента Анатра Артура-Виктора Антоновича». Дела Императорского Новороссийского университета. ГАОО, 45-5-300.
26. ↑  «Вся Одесса». Адресная и справочная книга г. Одессы на 1911 год. Год издания 10-й. Издание Л. А. Лисянского. Стр. 390.
27. ↑  Пресс-служба Одесского Национального Университета имени И. И. Мечникова. «Сто лет в авиации» Архивная копия от 27 июня 2012 на Wayback Machine, 28 мая 2011.
28. ↑  Где находился кинотеатр «Мулен Руж в старой Одессе ?» Архивная копия от 25 мая 2014 на Wayback Machine, odessit.ua.
29. ↑  Памятная книжка по главному управлению коннозаводства Архивная копия от 4 августа 2022 на Wayback Machine, С.-Петербург, 1905 г. стр. 115. // НЭБ.
30. ↑  А. Сибирцев. «Самобеглые коляски Южной пальмиры» Архивная копия от 4 марта 2016 на Wayback Machine, «Сегодня.ua», 10 сентября 2009.
31. ↑  Газетные старости. «Русское слово», 24 (11) сентября. «Автомобильная гонка Одесса — Николаев». Архивная копия от 25 мая 2014 на Wayback Machine
32. ↑  Собрание узаконений и распоряжений Правительства, издаваемое при Правительствующем Сенате. 1909 год. Отдел второй. Второе полугодие. Об утверждении устава Одесского акционерного общества автомобильного сообщения Архивная копия от 7 декабря 2021 на Wayback Machine, п. 604. // НЭБ.
33. 1 2 3 4  «Воздухоплавание». Архивная копия от 4 октября 2021 на Wayback Machine «Автомобилист» № 10, 8 марта, 1909, с. 39
34. ↑  Я. И. Бутович. Архив сельца Прилепы. Описание рысистых заводов России. — т. 2. — Москва: Издательство им. Сабашниковых, 2019. — С. 117. — 320 с. — ISBN 978-5-82420-166-6.
35. ↑  «Авиация в России».«Спортивная жизнь» № 3, 1910 г. С. 17.// НЭБ.
36. ↑  «Воздухоплавание» № 2, 1911 год. С. 5. // НЭБ.
37. 1 2  «Одесса. Адресная и справочная книга всей Одессы с отделом Одесский уезд». На 1911 год. Год издания 1-й. Изд. «Одесские новости», 1911 г.
38. ↑  Об утверждении устава Одесского общества взаимной охраны торгово-промышленного кредита. Собрание узаконений и распоряжений Правительства, издаваемое при Правительствующем Сенате. 1911 год. Отдел второй. Второе полугодие. п. 1358. // НЭБ.
39. ↑  Памятная книжка Волынской губернии на 1910 год. — Житомир: Волын. губ. тип., 1909.
40. ↑  Краткое руководство к обучению санитарных собак. Архивная копия от 19 июля 2021 на Wayback Machine// Электронная библиотека РНБ. Архивная копия от 29 июня 2021 на Wayback Machine
41. 1 2 3  Ю. О. Дружинин, А. Ю. Емелин, М. И. Павлушенко, Д. А. Соболев. «Страницы истории отечественного воздухоплавания». Одесский аэроклуб. Архивная копия от 24 февраля 2021 на Wayback Machine Глава 3. «Российское воздухоплавание после Русско-японской войны», стр. 96—97.
42. ↑  «Воздухоплаватель» Архивная копия от 7 декабря 2021 на Wayback Machine, № 9 — 10, 1908. С. 50.
43. ↑  «Аэроплан Одесского аэроклуба» Архивная копия от 7 декабря 2021 на Wayback Machine«Автомобилист» № 26, 19 июля, 1909. С 2. // НЭБ.
44. ↑  «Кто первый летал в России. К 110-летию первого полета в России 12 (25) июля 1909 г.» Архивная копия от 1 ноября 2021 на Wayback Machine // ИВАК Архивная копия от 1 ноября 2021 на Wayback Machine.
45. 1 2  Полёт сквозь столетие, 2005, с. 15.
46. 1 2  Ю. Н. Герман (редактор-издатель). Деятельность Одесского аэроклуба Архивная копия от 2 октября 2021 на Wayback Machine «Воздухоплаватель» № 10, 1910, с. 829, 830 (52, 53). // НЭБ.
47. ↑  Полёт сквозь столетие, 2005, с. 16.
48. 1 2  IMPRESSIONS D’UNE AVIATRICE Архивная копия от 25 июня 2021 на Wayback Machine, Gil Blas, 25 мая 1910 года, стр. 4. // Gallica.
49. ↑  «Южный край Архивная копия от 29 октября 2020 на Wayback Machine», 31октября 1910. «Новости воздухоплавания», стр.7, — Харьков.
50. 1 2  Полёт сквозь столетие, 2005, с. 17.
51. 1 2 3 4  Ф. Каменецкий. «Второе столетие — полёт нормальный» Архивная копия от 16 мая 2013 на Wayback Machine. «Порто-Франко» № 39 (1086), 14 октября 2011.
52. ↑  «Утро» № 1172, 19 октября 1910, стр. 2.
53. ↑  ЦГВИА, ф. 802, оп. 3, д. 1021, л. 142—146.
54. ↑  «Искры» № 24, 17 июня 1912 г.
55. 1 2 3  Н. Ф. «Одесский аэроклуб в 1911 году». Архивная копия от 4 ноября 2021 на Wayback Machine «Вестник воздухоплавания» № 15, 1911. С. 38—40.
56. ↑  «Утро» № 2361, 6 июня 1914, с. 3. // LIBRARIA.
57. ↑  Сборник научных статей и публикаций/Одесский литературный музей. «Дом князя Гагарина». — Вып. 6. Часть 1. — Одесса: Симекс-принт, 2011. — С. 230. — 424 с. — 500 экз.
58. ↑  Киев : Хромо-Лит. «Прогресс», 1912./ НЭБ.
59. ↑  «Спортивная жизнь» № 13, 5 февраля 1911 г. С. 6 (7).// НЭБ.
60. 1 2 3  Полёт сквозь столетие, 2005, с. 18.
61. 1 2  Елена Кузьминская-Полихрониди. Хиони Василий Николаевич. Архивная копия от 25 июня 2021 на Wayback Machine Они оставили след в истории Одессы.
62. ↑  Полёт сквозь столетие, 2005, с. 57.
63. ↑  L`Aero Архивная копия от 24 мая 2021 на Wayback Machine, 5 ноября 1911 года. Gallica.
64. ↑  «Одесский листок»,16 (03) ноября 1911 года.
65. ↑  В. М. Ткачёв. «Крылья России». Воспоминания о прошлом русской военной авиации 1910—1917 гг. «Авиация и космонавтика», № 1, 1992. стр. 36
66. ↑  ГАОО, ф. — 36, оп. 1, д. 41430
67. ↑  Е. Краснова, А. Дроздовский. «Дорогие наши Черемушки!» Архивная копия от 22 августа 2016 на Wayback Machine, «Всемирные одесские новости» № 3 (77), декабрь 2010.
68. ↑  План расположения завода аэропланов А. Анатра. Военной авиационной школы и аэродрома при них. РГВИА, ф. — 493, оп. 11, д. 31, л. 4б.
69. ↑  К. П. Пономарёв (авиатор). «Одесская школа авиации». Журнал «Воздухоплавание», № 1, 1913 г. // НЭБ.
70. 1 2  Роман Шувалов. «Забытая Одесская школа военных лётчиков» Архивная копия от 18 апреля 2021 на Wayback Machine. Одесский портал.
71. 1 2  «А. Анатра и авиация в Одессе». Архивная копия от 6 марта 2016 на Wayback Machine «Заря авиации» № 2, август 1916, odessitclub.org.
72. ↑  В. Бычков. «Тайна Арцеулова» Архивная копия от 2 марта 2013 на Wayback Machine, retroplan.ru.
73. ↑  Ф. Д. Тимофеев. Подготовка лётчиков в военно-учебных заведениях России в начале XX века. Архивная копия от 18 апреля 2021 на Wayback Machine, стр 529.
74. ↑  «Одеська періодична преса років революції та громадянської війни 1917—1921». Праці Одеської центральної наукової бібліотеки. т. 3, стр. 122, 123, п. 330. Архивная копия от 8 января 2021 на Wayback Machine Изд. Одесса, 1929 г. //Електронна бібліотека «Культура України».
75. ↑  «Одеська періодична преса років революції та громадянської війни 1917—1921». Праці Одеської центральної наукової бібліотеки. т. 3, стр. 28, п. 69. Архивная копия от 8 января 2021 на Wayback Machine Изд. Одесса, 1929 г. //Електронна бібліотека «Культура України».
76. ↑  Полёт сквозь столетие, 2005, с. 19.
77. ↑  Полёт сквозь столетие, 2005, с. 21.
78. ↑  «Вестник особой армии», 15 (28) августа 1917. № 218, с. 4. Последние известия. Архивная копия от 9 декабря 2021 на Wayback Machine
79. ↑  Полёт сквозь столетие, 2005, с. 22.
80. 1 2 3  Полёт сквозь столетие, 2005, с. 24.
81. ↑  А. Харук, В. Кондратьев, М. Хайрулин. «Анатра»: Літаки одеського авіабудівного підприємства, 1910—1024 рр.. — Киев: Темпора, 2008. — С. 6. — 80 с. — ISBN 978-966-8201-51-6.
82. ↑  Полёт сквозь столетие, 2005, с. 25.
83. 1 2  Полёт сквозь столетие, 2005, с. 26.
84. ↑  Станислав Кинка. «История авиации в Одессе: от зарождения до революции». Архивная копия от 29 сентября 2020 на Wayback Machine // Интернет-газета «Топор».
85. ↑  Полёт сквозь столетие, 2005, с. 31.
86. ↑  Полёт сквозь столетие, 2005, с. 29 (фотокопия телеграммы).
87. ↑  Харук, 2007, с. 76.
88. ↑  Полёт сквозь столетие, 2005, с. 44 (фотокопия справки Управления военно-воздушного флота).
89. ↑  Полёт сквозь столетие, 2005, с. 37 (фотокопия документа).
90. 1 2  П. Д. Дузь. «ВВС России в Первой мировой войне (1914—1918)». «Другие предприятия» Архивная копия от 4 марта 2016 на Wayback Machine, commi.narod.ru.
91. ↑  Авиа, 2011, с. 20.
92. 1 2 3 4  Харук, 2007, с. 77.
93. ↑  Анатра. Самолётостроительный завод в Симферополе. Архивная копия от 8 января 2020 на Wayback Machine Симферополь вчера и сегодня
94. ↑  ЦГИА СПб. Ф. 940. Оп. 2. Д. 2. Л. 16, 19, 21 об.
95. 1 2 3 4 5 6 7  Харук, 2007, с. 78.
96. 1 2 3  Полёт сквозь столетие, 2005, с. 46 (фотокопия фрагмента последнего письма А. Анатры в Петроград).
97. ↑  Декрет Совета Народных Комиссаров о конфискации аэропланного завода А. А. Анатра в Симферополе. Архивная копия от 12 января 2021 на Wayback Machine // Электронная библиотека исторических документов.
98. ↑  Сталин И. В. Сочинения. Т. 4. (октябрь 1917—1920) — М.: ОГИЗ; Государственное издательство политической литературы, 1954. — С. 444.  Архивная копия от 29 июля 2018 на Wayback Machine
99. ↑  П. Д. Дузь. «ВВС России в Первой мировой войне (1914—1918)». «Закупки за рубежом» Архивная копия от 5 февраля 2015 на Wayback Machine, commi.narod.ru.
100. 1 2  Авиа, 2011, с. 28.
101. ↑  Полёт сквозь столетие, 2005, с. 38.
102. ↑  «Разведчик» Архивная копия от 14 июня 2021 на Wayback Machine, 16 августа, 1916 г. Стр. 528.
103. ↑  Харук, 2007, с. 79.
104. ↑  Палубный гидросамолёт А. А. Анатра, 1916. Архивная копия от 5 февраля 2015 на Wayback Machine Военно-морской флот России.
105. ↑  Харук, 2007, с. 78, 79.
106. ↑  «Анадва ВХ» опытный самолёт. Дата обращения: 5 мая 2021. Архивировано 5 мая 2021 года.
107. ↑  Полёт сквозь столетие, 2005, с. 36.
108. ↑  Anatra DS Anasal. Архивная копия от 11 апреля 2021 на Wayback Machine Национальный технический музей.
109. 1 2 3 4 5  Полёт сквозь столетие, 2005, с. 44.
110. ↑  В. А. Кислов. «Попов и Туренко» Архивная копия от 21 июня 2020 на Wayback Machine
111. ↑  История днепропетровского аэропорта. Ч. 1. Самолёты расправляют крылья Архивная копия от 9 января 2012 на Wayback Machine // gorod.dp.ua
112. ↑  «Одесские новости» № 10734, 4 июля 1918 г.
113. ↑  Харук, 2007, с. 75.
114. ↑  Рашковецкий М. «Баллада о независимых» Архивная копия от 29 октября 2020 на Wayback Machine // «Мигдаль Times», № 116.
115. 1 2 3  Полёт сквозь столетие, 2005, с. 45.
116. ↑  Декрет о национализации предприятий ряда отраслей промышленности, предприятий в области железнодорожного транспорта, по местному благоустройству и паровых мельниц. 28 июня 1918 г. Архивная копия от 4 мая 2018 на Wayback Machine // hist.msu.ru
117. ↑  Чернопысский В. 42-й пехотный Якутский полк в гражданской войне Архивная копия от 6 июля 2012 на Wayback Machine // «Военная Быль», 1974, № 126. — С. 41—44.
118. ↑  Les moteurs FARMAN. Дата обращения: 3 января 2021. Архивировано 6 февраля 2011 года.
119. ↑  L’Aéronautique, 1 января, 1921. Стр. 301, 303.
120. ↑  Париж, кладбище Пер-Лашез (Париж, Франция) — Ежедневные реестры захоронений | 10.12.1941—19.02.1942.
Кладбище Пер-Лашез.
Документы хранятся в архивах департаментов Парижа.
Paris, Cimetière du Père Lachaise (Paris, France) — Daily registers of burial | 10.12.1941—19.02.1942.
Cimetière du Père Lachaise.
Documents conservés aux archives départementales de Paris.
121. 1 2  Париж, кладбище Пер-Лашез (Париж, Франция) — Ежедневные реестры захоронений | 02.11.1921—16.12.1921.
Кладбище Пер-Лашез.
Документы хранятся в архивах департаментов Парижа.
Paris, Cimetière du Père Lachaise (Paris, France) — Daily registers of burial | 02.11.1921—16.12.1921.
Cimetière du Père Lachaise.
Documents conservés aux archives départementales de Paris.
122. ↑  Полёт сквозь столетие, 2005, с. 210.
123. ↑  Полёт сквозь столетие, 2005, с. 70.
124. ↑  ГП «Одесский авиационный завод» Архивная копия от 4 февраля 2015 на Wayback Machine // Сведения о члене ТПП Украины
125. ↑  Полёт сквозь столетие, 2005, с. 193.
126. ↑  В Одессе модернизируют истребители для НАТО и делают современные «кукурузники» Архивная копия от 30 января 2017 на Wayback Machine // Думская. Net
127. ↑  Одеса зоряна й космічна. Архивная копия от 31 июля 2023 на Wayback Machine // Одеська обласна універсальна наукова бібліотека ім. М. С. Грушевського.
128. ↑  Музей Одесского авиационного завода Архивная копия от 19 сентября 2016 на Wayback Machine // Одесский портал.
129. 1 2 3  Метрическая книга, 1910 год. Часть вторая «О бракосочетавшихся», запись № 53, ГАОО, 37-13-816.
130. 1 2 3  Художественное общество Костанди. Каталог выставки. Архивная копия от 31 октября 2020 на Wayback Machine, изд. «Астропринт», Одесса, 2003.
131. 1 2  Париж, кладбище Пер-Лашез — Ежедневные реестры захоронений | 02.07.1921—03.09.1921. Документы хранятся в архивах департаментов Парижа. Paris, Cimetière du Père Lachaise (Paris, France) — Daily registers of burial | 02.07.1921—03.09.1921.
Documents conservés aux archives départementales de Paris.
132. ↑  Опубликованный список награждённых. Русские авиаторы и авиастроители. Архивная копия от 28 октября 2021 на Wayback Machine
133. ↑  Семья Анатра (Famiglia Anatra), NOSTRI AVI
134. ↑  Le Figaro, 29 апреля, 1910.
135. 1 2  Генеалогическое древо Патерна Кастелло Каркачи
136. ↑  Senato della Repubblica. Дата обращения: 23 мая 2021. Архивировано 23 мая 2021 года.
137. ↑  The New York herald, 26 декабря 1901 года. Архивная копия от 23 мая 2021 на Wayback Machine Gallica.
138. ↑  Джованни Ромео делле Торрацце
139. ↑  Calendario Generale regno d`Italia, 1918. С. 69. Corte di Sua Maesta la Regina. Архивная копия от 4 декабря 2021 на Wayback Machine
140. ↑  Алфавитный список захоронений Первого христианского кладбища Ч. 1. А-Д. // necropolural.narod2.ru